# Liste von Söhnen und Töchtern der Stadt Königsberg
Diese Liste von Söhnen und Töchtern der Stadt Königsberg verzeichnet in Königsberg (Preußen) Geborene. Die Jüdische Gemeinde Königsberg war nach Berlin und Breslau die drittgrößte deutsche jüdische Gemeinde. Sie stellte viele bedeutende Königsberger. Für die Zeit nach 1945 siehe Kaliningrad#Söhne und Töchter der Stadt.

## 15. Jahrhundert
- Fabian von Lossainen (≈1470–1523), Domherr und Fürstbischof des Ermlands
- Paul vom Stein (v. 1555 – 1584), Mediziner, Physiker und Pädagoge

## 16. Jahrhundert

### 1501–1550
- Christoph Jonas (≈1510–1582), Rechtswissenschaftler und preußischer Politiker
- Bartholomäus Wagner (≈1520–1571), Mathematiker und Mediziner
- Nikolaus Jagenteufel (1526–1583), lutherischer Theologe und Pädagoge
- Matthias Stoius (1526–1583), Mathematiker und Mediziner
- Anna Sophia von Preußen (1527–1591), Prinzessin des Herzogtums Preußen und durch Heirat Herzogin zu Mecklenburg
- Heinrich Königswieser (1530–≈1583), Maler
- Severin Göbel der Ältere (1530–1612), Mediziner
- Ezechias Reich (1532–1572), Mediziner und Hochschullehrer
- Paul vom Stein (vor 1535–1584), Mediziner, Physiker und Pädagoge
- Levin Buchius (1550–1613), Rechtsgelehrter
- Paul Crüger (≈1550–1593), Rechtswissenschaftler
- Krzysztof Klabon (≈1550 – n. 1616), polnischer Komponist, Lautenist und Sänger
- Hieronymus vom Stein (1550–1595), Rechtswissenschaftler

### 1551–1600
- Albrecht Friedrich von Preußen (1553–1618), Herzog in Preußen
- Reinhold Heidenstein (≈1553–1620), Diplomat, Jurist und 1583–1611 Chronist im Dienste des Herzöglichen Preußens als Beauftragter bei der polnischen Krone
- Albert Voit (≈1562–1606), Pädagoge und Literaturwissenschaftler
- Anton Möller (1563–1611), Maler in Prag, Venedig, Antwerpen, Amsterdam und Danzig
- Severin Göbel der Jüngere (1569–1627), Mediziner
- Abraham van den Blocke (1572–1628), Architekt und Bildhauer flämischer Herkunft
- Anna von Preußen (1576–1625), Prinzessin von Preußen, durch Heirat Kurfürstin von Brandenburg
- Johann Behm (1578–1648), lutherischer Theologe
- Marie von Preußen (1579–1649), Prinzessin und durch Heirat Markgräfin von Brandenburg-Bayreuth
- Peter Crüger (1580–1639), Philologe, Astronom und Mathematiker
- Matthäus Reimer (1581–1646), Philologe
- Eleonore von Preußen (1583–1607), Prinzessin des Herzogtums Preußen, durch Heirat Kurfürstin von Brandenburg
- Magdalena Sibylle von Preußen (1586–1659), Prinzessin des Herzogtums Preußen, durch Heirat Kurfürstin von Sachsen
- Kaspar Perband (1589–1665), Rechtswissenschaftler
- Johann Strauß (1590–1630), Mathematiker
- Caspar Stein (1592–1652), Arzt, „Baedeker Königsbergs“
- Levin Pouchenius (1594–1648), lutherischer Theologe
- Otto Wilhelm von Podewils (1595–1657), Offizier
- Laurentius Weger der Ältere (1599–1629), Philosoph
- Maria Eleonora von Brandenburg (1599–1655), durch Heirat Königin von Schweden
- Reinhold von Derschau (1600–1667), Jurist
- Innozenz Giesel (≈1600–1683), Theologe, Historiker, Archimandrit des Kiewer Höhlenklosters und Rektor der Kiewer Mogila-Akademie

## 17. Jahrhundert

### 1601–1650
- Christian Seth († 1699), Jurist
- Katharina von Brandenburg (1602–1644), durch Heirat nacheinander Fürstin von Siebenbürgen und Herzogin von Sachsen-Lauenburg
- Johann Schimmelpfennig (1604–1669), Jurist, Ratsherr und Wohltäter seiner Heimatstadt
- Simon Dach (1605–1659), Dichter
- Andreas Mylius (1606–1649), Philologe und Pädagoge
- Hieronymus Roth (1606–1678), Führer des Königsberger Aufstandes
- Valentin Thilo der Jüngere (1607–1662), lutherischer Theologe, Professor der Rhetorik und Kirchenlieddichter
- Andreas Adersbach (1610–1660), Diplomat und Lyriker
- Michael Behm (1612–1650), evangelischer Theologe
- Georg Mylius (1613–1640), Dichter und evangelischer Theologe
- Albert Kyper (1614–1655), Mediziner
- Georg Loth der Jüngere (1623–1684), Mediziner
- Georg Wosegin (1624–1705), Mathematiker und Mediziner
- Daniel Beckher der Jüngere (1627–1670), Mediziner
- Theodor Wolder (1628–1672), Jurist, Rektor der Universität Königsberg und Kirchenlieddichter
- Christian Feyerabend (1629–1696), Bürgermeister in Königsberg
- Jakob Sahme (1629–1680), Philologe und evangelischer Theologe
- Heinrich Friese (1630–1690), Mediziner
- Michael Willmann (1630–1706), Barockmaler
- Melchior Zeidler (1630–1686), Philosoph und lutherischer Theologe
- Friedrich Lepner (um 1633–1701), Mediziner
- Jacob Reich (1635–1690), Rhetoriker und Dichter
- Andreas Hedio (1640–1703), Philosoph und Bibliothekar
- Gertraud Moller geb. Eifler (1641–1705), Poeta laureata, beigesetzt im Dom
- Joachim Tielke (1641–1719), Instrumentenbauer
- Gustav Wilhelm von Wedel (1641–1717), General in Diensten des Bischofs von Münster und als dänischer Feldmarschall kommandierender General von Norwegen
- Martin von Kempe (1642–1683), Schriftsteller der Barockzeit
- Christof Sand der Jüngere (1644–1680), unitarisch-humanistischer Theologe und Schriftsteller
- Gottfried Sand (1647–1710), Mediziner
- Samuel Strimesius (1648–1730), Physiker und reformierter Theologe
- Georg Raddäus (1649–1707), Kantor und Kapellmeister in Königsberg

### 1651–1700
- Georg Rast (1651–1729), Mediziner
- Georg Thegen (1651–1729), Philosoph und Mathematiker
- Isaak Riga (vor 1653–zwischen 1715 und 1720), Bildschnitzer
- Laurentius Weger der Jüngere (1653–1715), Philologe
- Paul Rabe (1656–1713), Philologe und Philosoph
- Friedrich Deutsch (1657–1709), evangelischer Theologe
- Friedrich I. (1657–1713), König in Preußen, Kurfürst von Brandenburg
- Daniel Christoph Beckher (1658–1691), Mediziner
- Hieronymus Georgi (1659–1717), Buchdrucker und Dichter
- David Bläsing (1660–1719), Mathematiker und Astronom
- Michael Schreiber (1662–1717), lutherischer Theologe
- Christian Sahme (1663–1732), lutherischer Theologe, Mathematiker und Astronom
- Georg Emmerich (1665–1727), Mediziner
- Erhard Ernst von Röder (1665–1743), königlich preußischer Generalfeldmarschall sowie Etat- und Kriegsminister
- Johannes Ernst Grabe (1666–1711), lutherischer, später anglikanischer Theologe
- Bernhard von Sanden der Jüngere (1666–1721), lutherischer Theologe
- Luise Charlotte Radziwill (1667–1695), Adlige, Förderin des Calvinismus
- Bogislaw Friedrich von Dönhoff (1669–1742), preußischer Generalmajor
- Christian Ackermann (* vor 1670–nach 1710), Bildhauer und Kunstschnitzer
- Ernst Wladislaus von Dönhoff (1672–1724), Generalleutnant
- Heinrich von Sanden (1672–1728), Physiker
- Christian Masecovius (1673–1732), lutherischer Theologe
- Sylvester Grabe (1674–1727), Bibliothekar und Mediziner
- Johann Sturmer (1675–1729), Bildhauer
- Christian Reinhold von Derschau (1679–1742), Generalmajor, Amtshauptmann von Peitz und Cottbus
- Theodor Boltz (1680–1764), Jurist
- Reinhold Friedrich von Sahme (1682–1753), Jurist
- Alexander von Dönhoff (1683–1742), Militär
- Samuel von Marschall (1683–1749), Minister
- Daniel Nicolai (1683–1750), Jurist
- Peter Heinrich von Wobeser (1683–1753), Präsident der Neumärkischen Kriegs- und Domänenkammer in Küstrin
- Friedrich Boltz (um 1685 – 1754), lutherischer Theologe und Geistlicher
- Melchior Philipp Hartmann (1685–1765), Mediziner
- Jacob Theodor Klein (1685–1759), Rechts- und Geschichtswissenschaftler, Botaniker, Mathematiker und Diplomat
- Johann Jakob Quandt (1686–1772), lutherischer Theologe
- Christian Goldbach (1690–1764), Mathematiker, Urheber der bis heute unbewiesenen Goldbachschen Vermutung
- Heinrich Kühn (1690–1769), Mathematiker und Naturwissenschaftler
- François Mathieu Vernezobre de Laurieux (1690–1748), preußischer Großkaufmann und Manufakturbesitzer
- Christoph Langhansen (1691–1770), Mathematiker und lutherischer Theologe
- Christian Ludwig Charisius (1692–1741), Mediziner
- David Mill (1692–1756), orientalischer Philologe und reformierter Theologe
- Gottlieb Siegfried Bayer (1694–1738), Philologe, Historiker und Orientalist, einer der ersten Akademiker der Petersburger Akademie der Wissenschaften
- Wilhelm Heinrich Beckher (1694–1768), lutherischer Theologe
- Georg Heinrich Rast (1695–1726), Mathematiker und Hochschullehrer
- Peter August (Schleswig-Holstein-Sonderburg-Beck) (1697–1775), Herzog von Schleswig-Holstein-Sonderburg-Beck und russischer Generalfeldmarschall
- Friedrich Saturgus (1697–1754), Schöpfer des Saturgus’schen Gartens
- Johann Georg Bock (1698–1762), Literaturwissenschaftler und Dichter
- Johann Christoph Gottsched (1700–1766), Schriftsteller, Dramaturg und Literaturtheoretiker

## 18. Jahrhundert

### 1701–1720
- Georg Friedrich Rogall (1701–1733), Wegbereiter des ostpreußischen Pietismus, Direktor des Collegium Fridericianum
- Johann Christoph Bohl (1703–1785), Mediziner
- Jakob Friedrich von Rohd (1703–1784), preußischer Minister und Oberburgraf
- Johann Gottfried Teske (1704–1772), Physiker
- Daniel Heinrich Arnoldt (1706–1775), Theologe und Kirchengeschichtler
- Johann von Buddenbrock (1707–1781), preußischer General
- Karl Andreas Christiani (1707–1780), deutscher Philosoph
- Georg Friedrich von Kleist (1707–1765), preußischer Generalleutnant
- Johann Bartsch (1709–1738), deutscher Arzt und Botaniker
- Martin Eberhard Dorn (1710–1752), Buchdrucker und Verleger
- Cölestin Flottwell (1711–1759), Germanist
- Friedrich Christoph zu Solms-Wildenfels (1712–1792), kursächsischer General der Infanterie
- Martin Knutzen (1713–1751), Philosoph
- Christoph Friedrich von Derschau (1714–1799), Dichter und preußischer Beamter
- Friedrich Samuel Bock (1716–1785), evangelischer Theologe, Bibliothekar, Historiker und Schriftsteller
- Friedrich Wilhelm Lölhöffel von Löwensprung (1717–1780), Generalleutnant
- Theodor Christoph Lilienthal (1717–1781), lutherischer Theologe
- Matthias Balthasar Nicolovius (1717–1778), Hofrat und Obersekretär

### 1721–1740
- Johann Jakob von Collas (1721–1792), Militär und Gutsherr
- Friedrich Johann Buck (1722–1786), Philosoph und Mathematiker
- Paul Heinrich Trummer (1722–1808), Rechtsanwalt und Bürgermeister
- Immanuel Kant (1724–1804), Philosoph der Aufklärung
- Johann Friedrich Weitenkampf (1726–1758), Philosoph und Pfarrer
- Caroline von Keyserling (1727–1791), Künstlerin, Privatgelehrte und Gesellschaftsdame (Musenhof der Keyserlings)
- Johann Christoph Ungefug (1728–1775), Orgelbauer
- Johann Georg Hamann (1730–1788), Philosoph und Schriftsteller
- Wilhelm Crichton (1732–1805), Theologe und Hofprediger
- Jacob Friedrich Werner (1732–1782), Rhetoriker und Historiker
- David von Neumann (1734–1807), Generalmajor, Verteidiger von Cosel, Pour le Mérite
- Johann Gottlieb Walter (1734–1818), Anatom (Berliner Anatomisches Museum)
- Karl Daniel Reusch (1735–1806), Physiker und Bibliothekar
- Johann Georg Scheffner (1736–1820), Jurist, Schriftsteller, Übersetzer, preußischer Beamter, Aufklärer und Freimaurer
- Wilhelm Bernhard Jester (1736–1785), Jurist
- Gottlieb Schlegel (1739–1810), evangelischer Theologe und Generalsuperintendent für Vorpommern
- Ludwig Ernst von Borowski (1740–1831), Preußens einziger evangelischer Erzbischof
- Ernst Christoph Schultz (1740–1810), Jurist und Naturforscher

### 1741–1760
- Theodor Gottlieb von Hippel der Ältere (1741–1796), Jurist, Schriftsteller, Königsberger Stadtpräsident, Freund Kants, Frauenrechtler
- Friedrich Ernst Jester (1743–1822), Forstmann und Autor
- Friedrich Cerulli (1746–1801), lutherischer Pfarrer
- Julius von Grawert (1746–1821), General
- Carl Albrecht Wilhelm von Auer (1748–1830), Geheimer Regierungsrat
- Louise Albertine Hoffmann (1748–1796), Mutter des Dichters E. T. A. Hoffmann
- Tadeusz Brzozowski (1749–1820), 19. General der Societas Jesu (Jesuiten)
- Christoph Friedrich Elsner (1749–1820), Mediziner
- Karl Gottfried Hagen (1749–1829), Universalgelehrter
- David Friedländer (1750–1834), Fabrikant und Autor
- Carl Ludwig Hablitz (1752–1821), Naturforscher, Forschungsreisender und russischer Staatsbeamter
- Johann Friedrich Reichardt (1752–1814), Komponist und Musikschriftsteller
- Daniel Gotthilf Moldenhawer (1753–1823), evangelischer Theologe, Philologe, Bibliothekar und Bibelübersetzer
- Christian Jakob Kraus (1753–1807), Ökonom
- Albrecht Wilhelm von Pannwitz (1754–1825), preußischer Landrat
- Ehregott Andreas Wasianski (1755–1831), evangelischer Theologe
- Johann Christoph Wedeke (1755–1815), lutherischer Theologe
- Friedrich Karl Ludwig (Schleswig-Holstein-Sonderburg-Beck) (1757–1816), der letzte Herzog von Schleswig-Holstein-Sonderburg-Beck, preußischer, russischer und dänischer Generalleutnant
- Carl Wilhelm Friedrich von der Groeben (1757–1816), preußischer Leutnant und Landrat
- Friederike von Schlieben (1757–1827), Herzogin von Schleswig-Holstein-Sonderburg-Beck

### 1761–1780
- Elisabeth von Staegemann (1761–1835), Schriftstellerin, Malerin und Salonnière
- Johann Gottfried Frey (1762–1831), preußischer Reformer
- Ernst Christoph Friedrich von Auer (1763–1799), preußischer Kriegs- und Domänenrat
- Georg Ludwig Collins (1763–1814), evangelischer Geistlicher in Riga
- Daniel Georg Balk (1764–1826), Mediziner
- Carl Wilhelm Cruse (1765–1834), Historiker und Prediger
- Friedrich Ludwig Emil Karl von Stiern (1766–1845), preußischer Generalmajor
- Michael Friedländer (1767–1824), Mediziner in Paris und Schüler des Philosophen Immanuel Kant
- Franz Ludwig Jakob von Haine (1767–1837), preußischer Generalmajor
- Reinhold Bernhard Jachmann (1767–1843), Theologe und Pädagoge sowie Schüler des Philosophen Immanuel Kant
- Georg Heinrich Ludwig Nicolovius (1767–1839), Ministerialbeamter für Kirchen- und Schulangelegenheiten im Königreich Preußen
- Theodor Nicolovius (1768–1831), Regierungspräsident von Danzig (1819–1825)
- Zacharias Werner (1768–1823), Dichter und Dramatiker der Romantik
- Martin Gottlieb Deetz (1769–1842), Kaufmann und Kommunalpolitiker
- Karl von Lehndorff (1770–1854), Landhofmeister in Preußen
- Heinrich Wilhelm von Werther (1772–1859), Diplomat und zwischen 1837 und 1841 preußischer Außenminister
- Karl Peter Faber (1773–1853), Archivar und Historiker
- Johann David Naumann (1775–1824), Geheimer Obertribunalrat
- E. T. A. Hoffmann (1776–1822), Schriftsteller der Romantik, Jurist, Komponist, Musikkritiker, Zeichner und Karikaturist
- William Motherby (1776–1847), Arzt und Gutsbesitzer, begann 1803 mit der Pockenschutzimpfung, stiftete die Gesellschaft der Freunde Kants
- Carl von Wegnern (1777–1854), Nachfahre Luthers, Kanzler des Königreichs Preußen
- Johann Friedrich Ludwig Göschen (1778–1837), Rechtswissenschaftler
- Gottfried Peter Rauschnick (1778–1835), Schriftsteller
- Christian Friedrich Reusch (1778–1848), Verwaltungsjurist
- Karl Friedrich Horn (1779–1831), Verwaltungsjurist, Oberbürgermeister von Königsberg
- Johann Philipp Samuel Schmidt (1779–1853), Jurist, Journalist, Musikschriftsteller und Komponist

### 1781–1800
- Martin Wilhelm Oppenheim (1781–1863), Bankier
- George Friedrich Hartung (1782–1849), Buchdrucker und Verleger
- Johanna Motherby (1782–1843), geb. Tillheim (auch Thielheim), später verheiratete Dieffenbach, Salonnière
- John Motherby (1784–1813), ostpreußischer Regierungsrat
- Carl Heinrich Hagen (1785–1856), Jurist, Nationalökonom, Regierungsrat und ordentlicher Professor für Rechts- und Staatswissenschaft an der Universität Königsberg
- Johannes Voigt (1786–1863), Historiker
- Johann Eduard Wolff (1786–1868), Historien- und Porträtmaler
- David Assing (1787–1842), Arzt, Lyriker und Herausgeber
- Johann Theodor Mosewius (1788–1858), Opernsänger, Chorleiter und Musikdirektor der Universität Breslau
- Ludwig Ferdinand Schnorr von Carolsfeld (1788–1853), Maler, Radierer und Lithograf der deutschen Romantik
- Heinrich Tuckermann (1788–1867), preußischer Generalleutnant
- Reinhold Ferdinand Neumann (1789–1833), Taubstummenlehrer
- Johann Daniel Symanski (1789–1857), Dichter, Herausgeber demokratischer Zeitschriften
- Heinrich Eduard Dirksen (1790–1868), Rechtswissenschaftler, Lexikograph und Hochschullehrer
- Ludwig Hermann Friedländer (1790–1851), Mediziner und Hochschullehrer
- Charles Mayer (1790–1862), Pianist, Klavierlehrer und Komponist
- Heinrich von Ostau (1790–1872), preußischer Generalmajor, Ritter des Johanniterordens
- Carl Heinrich Saemann (1790–1860), Musikdirektor
- Heinrich Degen (1791–1848), Kommerzienrat und Kunstsammler
- Karl Friedrich David von Lindheim (1791–1862), General der Infanterie, Chef des Militärkabinettes
- Johann Friedrich Dieffenbach (1792–1847), Chirurg
- Johann Funk (1792–1867), Pastor
- August Lewald (1792–1871), Schriftsteller und Publizist
- Otto Julius Bogislav Leo (1793–1865), preußischer Generalleutnant
- Gustav Schnell (1793–1864), Reeder
- Friedrich Alexander Simon (1793–1869), Arzt und Autor
- Carl Rättig (1794–1852), deutscher Lehrer und Politiker
- Johann Hermann Franz Kasimir Leo (1794–1869), preußischer Generalmajor
- Benjamin Wegner (1795–1864), norwegischer Industrieller
- Friedrich Genée (1796–1856), Opernsänger (Bass)
- Friedrich Magnus von Schlieffen (1796–1864), Major, Rittergutsbesitzer und Landtagsabgeordneter
- Karl Rinck von Starck (1796–1875), Landrat und Politiker
- Alfred von Auerswald (1797–1870), Politiker in Preußen
- Ernst August Hagen (1797–1880), Kunstschriftsteller und Novellist
- Gotthilf Heinrich Ludwig Hagen (1797–1884), Wasserbauingenieur
- Leopold von Puttkamer (1797–1868), General der Infanterie
- Karl von der Goltz (1798–1878), preußischer General der Kavallerie
- Leonhard von Koschkull (1798–1872), Generalleutnant
- Ulrike von Pogwisch (1798–1875), Priorin
- Otto Bachmann (1799–1870), Theaterschauspieler
- Carl Laudien (1799–1856), Mitglied der Frankfurter Nationalversammlung
- Hedwig von Olfers (1799–1891), Schriftstellerin und Salonnière
- Friedrich Wilhelm Schubert (1799–1868), Historiker, erste Gesamtausgabe von Kants Werken (mit Rosenkranz)
- Ferdinand Schur (1799–1878), deutsch-österreichischer Botaniker, Chemiker und Fabrikant
- Alexander von der Goltz (1800–1870), Offizier und Schriftsteller
- Friedrich Daniel Sanio (1800–1882), Rechtswissenschaftler an der Albertus-Universität Königsberg
- Agathon Wernich (1800–1868), Unternehmer und Mitglied der Frankfurter Nationalversammlung

## 19. Jahrhundert

### 1801–1810
- Wilhelm von Neitschütz (1801–1849), Jurist, Mitglied der Frankfurter Nationalversammlung und des Preußischen Landtages
- Otto Rimpler (1801–1882), Major der preußischen Garde-Artillerie-Brigade
- Joseph Levin Saalschütz (1801–1863), Archäologe, Historiker, Kulturwissenschaftler und Autor
- Georg Steenke (1801–1884), Königlicher Baurat (Oberländischer Kanal)
- Alexander August von Buchholtz (1802–1856), Pandektenwissenschaftler
- Johann Franz Krieger (1802–1842), Schauspieler
- Johann August Lehmann (1802–1883), Philologe, Gymnasiallehrer
- Karl Lehrs (1802–1878), Klassischer Philologe
- Johann Heinrich Stobbe (1802 – nach 1864), Maler
- Adolf Göschen (1803–1898), lutherischer Theologe und Generalsuperintendent der Generaldiözese Harburg
- Friedrich Tietz (1803–1879), Theaterdirektor, Publizist und Schriftsteller
- Karl Heinrich von Wnuck (1803–1881), Generalleutnant
- Heinrich Dorn (1804–1892), Komponist der Romantik
- Botho Heinrich zu Eulenburg (1804–1879), Verwaltungsjurist und Gutsherr im Königreich Preußen
- Karl Haffner (1804–1876), Dramatiker
- Georg Phillips (1804–1872), Rechtshistoriker und Kirchenrechtler
- Leopold Steinfurt (1804–1864), Industrieller (Waggonbau Königsberg)
- Friedrich Dewischeit (1805–1884), Philologe, Pädagoge und Dichter in Masuren
- Friedrich Reinhold Dietz (1805–1836), Philologe und Arzt
- Johann Jacoby (1805–1877), jüdischer Arzt, Publizist und Radikaldemokrat
- Robert von Blumenthal (1806–1892), Regierungspräsident in Danzig und in Sigmaringen
- Theophil Herbst (1806–1868), Philologe und Hochschullehrer
- Alfred Nicolovius (1806–1890), Rechtswissenschaftler, Hochschullehrer und Autor
- Heinrich Gustav Brzoska (1807–1839), Pädagoge und Hochschullehrer
- Richard Friedrich zu Dohna-Schlobitten (1807–1894), Gutsbesitzer und Politiker
- Anton von Below (1808–1896), Generalleutnant
- Robert Motherby (1808–1861), Arzt, Gutsbesitzer und Parlamentarier
- Friedrich Julius Richelot (1808–1875), Mathematiker
- Eduard Sobolewski (1808–1872), deutsch-US-amerikanischer Komponist und Dirigent
- Albrecht von Preußen (1809–1872), Generaloberst
- Karl Heinrich Burow (1809–1874), Arzt
- Friedrich Adolf Meckelburg (1809–1881), Archivar
- Boguslaw von Radziwill (1809–1873), polnisch-preußischer Soldat und später Berliner Kommunalpolitiker
- Julius Rupp (1809–1884), Theologe, Politiker des Vormärz
- Christoph von Schmidt (1809–1876), preußischer General, Gouverneur der Festung Metz
- Karl von Werther (1809–1894), Diplomat und Botschafter
- Carl Ludwig Adolf Gamradt (1810–1860), Landrat, Mitglied der Frankfurter Nationalversammlung, Mitglied des Preußischen Abgeordnetenhauses
- Eduard Guth (1810–1865), Philologe
- Friedrich Wilhelm Kalau von dem Hofe (1810–1874), Gutsherr, Mitglied des Preußischen Abgeordnetenhauses
- Otto Nicolai (1810–1849), deutscher Komponist
- Rudolf Reusch (1810–1871), deutscher Jurist, Autor und Volkskundler
- Wilhelm von Schrötter (1810–1876), preußischer Jurist und Landrat, Mitglied der Frankfurter Nationalversammlung
- Eduard von Simson (1810–1899), Richter, Hochschullehrer und Parlamentarier; Vater der ersten deutschen Verfassung

### 1811–1820
- Karl Ludwig Bender (1811–1893), Lehrer, Journalist, Gutsbesitzer und Parlamentarier
- Leopold Hermann von Boyen (1811–1886), preußischer General der Infanterie und Gouverneur der Festung Mainz und später von Berlin
- Otto Hesse (1811–1874), Mathematiker
- Fanny Lewald (1811–1889), Schriftstellerin
- Rudolph Oppenheim (1811–1871), Kaufmann, Bankier und Konsul
- Leopold Friedrich Witt (1811–1890), Theaterkapellmeister, Opern- und Theaterdirektor und Komponist
- Ferdinand von Below (1812–1870), preußischer Generalmajor
- Otto Reinhold Jacobi (1812–1901), Maler
- Karl von Wrangel (1812–1899), General der Infanterie, Ehrenbürger von Flensburg
- Wilhelm August Friedrich Bechius (1813–1897), Historiker und Schriftsteller
- Ernst Haberbier (1813–1869), Komponist und kaiserlich russischer Hofpianist
- Robert Kleyenstüber (1813–1884), Reeder
- Rudolf Köpke (1813–1870), Historiker und Publizist
- Leonhard Lentz (1813–1887), Altphilologe, Naturkundler und Gymnasiallehrer
- Adolph Phillips (1813–1877), liberaler Politiker
- Carl Wilhelm Hübner (1814–1879), Genre- und Landschaftsmaler der Romantik
- Konstantin Gottlieb Knauth (1814–1864), Arzt, Mitglied des Preußischen Abgeordnetenhauses
- Ludwig Friedrich Leo (1814–1892), Mediziner
- Heinrich Rudolph Schmidt (1814–1867), Gymnasiallehrer
- Friedrich zu Eulenburg (1815–1881), preußischer Staatsmann
- Robert Hagen (1815–1858), Chemiker, Mineraloge und Gymnasiallehrer
- Franziska Jarke (1815–1896), deutsche Schriftstellerin
- Hulda Emilie Klotz, verheiratete Paulmann (1815–1900), Theaterschauspielerin
- Alexander von Kotzebue (1815–1889), deutsch-russischer Schlachtenmaler der Romantik
- Karl Wilhelm Meixner (1815–1888), Schauspieler
- Wilhelm Schmiedeberg (1815–1865), Jurist und Zeichner
- Carl Witt (1815–1891), Philologe und Gymnasiallehrer
- August Wilhelm Zumpt (1815–1877), Altertumswissenschaftler, der vor allem aufgrund seiner Arbeiten über lateinische Inschriften bekannt wurde
- Theodor Dieckmann (1816–unbekannt), Verwaltungsjurist und Politiker
- Adolph Oppenheim (1816–1894), Landwirt und Rittergutbesitzer
- Albert Reusch (1816–1892), Philologe und Gymnasiallehrer
- Johann Georg Rosenhain (1816–1887), Mathematiker
- Theodor Heinrich Degen (1817–unbekannt), Verwaltungsjurist und Politiker
- Julius Ellinger (1817–1881), Mathematiklehrer
- Hermann August Hagen (1817–1893), Arzt, Zoologe und Insektenkundler
- Robert Jaensch (1817–1892), Mathematiklehrer
- Otto Georg Oppenheim (1817–1909), Jurist und Obertribunalrat
- Georg Bernhard Simson (1817–1897), Jurist und Politiker
- Arthur Woltersdorff (1817–1878), Jurist und Theaterleiter
- Kuno von Auer (1818–1895), Generalmajor
- Karl von Below (1818–1897), preußischer Generalleutnant
- Robert Caspary (1818–1887), Botaniker
- Adele von Portugall (1818–1910), Fröbelpädagogin
- Peter Adolf Reincke (1818–1886), Arzt und Hochschuldozent sowie Politiker
- Albert Wander (1818–1893), Gutsbesitzer, MdR
- Albert Dulk (1819–1884), Freidenker und Schriftsteller
- Julius Otto Ludwig Möller (1819–1887),  Chirurg, MdR
- Alexander Oppenheim (1819–1898), Jurist und Fotograf
- Hermann Settegast (1819–1908), Agrarwissenschaftler
- Ferdinand Falkson (1820–1900), Arzt, Schriftsteller und Politiker
- Adolf Hermann Wilhelm Hagen (1820–1894), Bankier und liberaler Politiker
- Carl Hermann Kanngießer (1820–1882), Jurist und nationalliberaler Politiker

### 1821–1830
- Ernst Wilhelm Ackermann (1821–1846), Theologe und Dichter
- Rudolph von Buddenbrock (1821–1895), Politiker, Mitglied des Preußischen Herrenhauses
- Herminia Borchard Dassel (1821–1857), deutsch-amerikanische Porträt-, Landschafts- und Genremalerin
- Leo Delsa (1821–1910), Verwaltungsjurist
- Theodor Goldstücker (1821–1872), Sanskritforscher
- Gustav Graef (1821–1895), Historien- und Porträtmaler
- Emil von Gutzmerow (1821–1906), Kammerherr von Königin bzw. Kaiserin Augusta, MdHH
- Heinrich August Hahn (1821–1861), evangelischer Theologe und Hochschullehrer an den Universitäten in Königsberg und Greifswald
- Georg Hartung (1821–1891), Geologe
- Rudolf Philippi (1821–1897), Historiker und Archivar
- Robert Schweichel (1821–1907), Schriftsteller, Teilnehmer der „1848er Bewegung“
- Wilhelm von Wittich (1821–1884), Physiologe
- Agnes von Auer (1822–1902), Schriftstellerin
- Julius Hermann Spirgatis (1822–1899), pharmazeutischer Chemiker und Hochschullehrer
- Max Toeppen (1822–1893), Historiker
- Gustav Engel (1823–1895), Sänger, Musiktheoretiker, -pädagoge und -journalist
- Hermann Frischbier (1823–1891), Lehrer und Landeskundler Ostpreußens
- Walter von Gottberg (1823–1885), General der Infanterie
- Hugo von Knobloch (1823–1896), Generalmajor
- Carl Neumann (1823–1880), Geograph, Historiker und Hochschullehrer in Breslau
- Otto Stellter (1823–1894), Jurist, Politiker, Abgeordneter im Reichstag
- Ludwig Friedländer (1824–1909), Altphilologe und Kulturhistoriker
- Robert von Keudell (1824–1903), Diplomat
- Gustav Robert Kirchhoff (1824–1887), Physiker
- Emil Pohl (1824–1901), Schauspieler, Schriftsteller und Theaterdirektor
- Adolph Samter (1824–1883), Bankier und Zeitungsverleger
- Leopold Seeck (1824–1901), Architekt und Baubeamter
- Ludwig Diestel (1825–1879), evangelischer Theologe und Hochschullehrer
- Louis Ehlert (1825–1884), Komponist und Musikkritiker
- Heinrich Abegg (1826–1900), Armenarzt und Geburtshelfer in Danzig
- Alfred von Buddenbrock (1826–1887), Generalleutnant
- Karl von Lehndorff (1826–1883), Großgrundbesitzer
- Henriette Preuss, geborene Laudien (1826–1902), Lehrerin und Schriftstellerin
- August Wittich (1826–1897), Bibliothekar und Archivar
- Theodor Joseph Blell (1827–1902), Politiker, MdR
- Adolf Rogge (1827–1886), evangelischer Theologe und Lokalhistoriker
- Georg Voigt (1827–1891), Historiker
- Bernhard Weiß (1827–1918), evangelischer Theologe
- Hermann Kiepert (1828–1887), Historien- und Porträtmaler, Fotograf
- Julius Jacobson (1828–1889), Ophthalmologe
- Theodor Liedtcke (1828–1902), Schauspieler
- Albert Pieczonka (1828–1912), Pianist und Komponist
- Oskar Meding (1828–1903), Diplomat und Schriftsteller
- Waldemar Philippi (1828–1869), Maler
- Friedrich Pohl (1828–1877), Tänzer
- Franz Krüger (1829–1896), preußischer Generalleutnant
- Heinrich von Lehndorff (1829–1905), General der Kavallerie
- Heinrich Schröter (1829–1892), Mathematiker und Hochschullehrer
- Gustav Calame (1830–1905), Reichsgerichtsrat
- Karl Güterbock (1830–1914), Rechtswissenschaftler und Rechtshistoriker
- Richard Liebreich (1830–1917), Physiologe, Pionier auf dem Gebiet der Augenheilkunde

### 1831–1840
- Heinrich von Hagen (1831–1905), preußischer Generalleutnant
- Otto Stobbe (1831–1887), Privatrechtler, Rektor der Universität Leipzig
- Walter von Funke (1832–1900), Agrarwissenschaftler
- Leonard Jacobi (1832–1900), Rechtswissenschaftler und Hochschullehrer
- Rudolf Kneisel (1832–1899), Schauspieler und Dramatiker
- Rudolph Koenig (1832–1901), Akustiker
- Rudolf Lipschitz (1832–1903), Mathematiker und Hochschullehrer
- Carl Gottfried Neumann (1832–1925), Mathematiker
- Alfred Clebsch (1833–1872), Mathematiker
- Siegfried Michelly (1833–1898), Ministerialbeamter, MdHH
- Leopold Götz (1833–1903), evangelischer Theologe
- Hugo Hildebrandt (1833–1882), Gynäkologe und Hochschullehrer
- Emil Jacobson (1833–1874), Parlamentarier
- Bernhard Salbach (1833–1894), Wasserbauingenieur
- Carl Scherres (1833–1923), Maler
- Karl Friedrich Skrzeczka (1833–1902), Arzt
- Adolf von Gizycki (1834–1891), Maschinenbauingenieur und Rektor der RWTH Aachen
- Otto Glagau (1834–1892), Schriftsteller
- Hugo Grahl (1834–1905), Agrarwissenschaftler
- Gustav Eilers (1834–1911), Kupferstecher, Radierer und Maler
- George Japha (1834–1892), Violinist
- Edwin Klebs (1834–1913), Bakteriologe
- Hugo Knorr (1834–1904), Landschafts- und Marinemaler, Zeichner und Kunstprofessor
- Bernhard Kolscher (1834–1868), Architekt
- Ernst Neumann (1834–1918), Pathologe und Hämatologe in Königsberg
- Eduard Preuß (1834–1904), lutherischer Theologe, Hochschullehrer, Konvertit zum katholischen Glauben und Journalist
- Georg Bujack (1835–1891), Prähistoriker
- Friedrich Julius Neumann (1835–1910), Nationalökonom in Königsberg, Basel, Freiburg und Tübingen
- Louis Saalschütz (1835–1913), Mathematiker
- Rudolf Siemering (1835–1905), Bildhauer
- Julius Witt (1835–1879), Schauspieler und Theaterleiter
- Emil von Burchard (1836–1901), Politiker und Staatssekretär im Reichsschatzamt des Deutschen Kaiserreichs
- Adolf Jensen (1837–1879), Komponist
- Luise Neumann (1837–1934), Malerin
- Julius Siemering (1837–1908), deutscher Landschaftsmaler und Lithograf
- Paul Stolterfoth (1837–1894), Senatspräsident des Reichsgerichts
- Ernst Burow (1838–1885), Arzt
- August zu Eulenburg (1838–1921), General der Infanterie, Minister des königlichen Hauses
- Max von der Goltz (1838–1906), Marineoffizier, zuletzt Admiral der Kaiserlichen Marine, Oberwerftdirektor der Kaiserlichen Werft Kiel (KWK)
- Arthur Kittel (1838–1926), Arzt
- Otto Ferdinand Lorenz (1838–1896), Architekt und Baubeamter
- Wilhelm Maurenbrecher (1838–1892), Historiker
- Werner von Bergen (1839–1901), Botschafter des Deutschen Reichs
- Oskar Liebreich (1839–1908), Mediziner und Pharmakologe
- Hermann Goetz (1840–1876), Komponist
- Otto Hieber (1840–1929), Geheimer Sanitätsrat und Freimaurer
- Philipp Hirschfeld (1840–1896), Schachmeister und -theoretiker
- Eugen Keyler (1840–1902), General, Kommandant von Königsberg
- Bernhard Rathke (1840–1923), Chemiker
- Alfred Schultz (1840–1904), Jurist und Verwaltungsbeamter
- Bernhard von Simson (1840–1915), Historiker

### 1841–1850
- Franz Olck (1841–1905), Klassischer Philologe
- Benoit Oppenheim (1842–1931), Bankier und Kunstsammler
- Viktor von Usedom (1842–1900), preußischer Generalleutnant
- Max Arendt (1843–1913), jüdischer Großkaufmann und Kommunalpolitiker
- Konrad Gaedeke (1843–1912), Bankier und Industrieller
- Kurt Grunert (1843–1902), Architekt
- Otto Hirschfeld (1843–1922), Althistoriker
- Gustav Jensen (1843–1895), Violinist und Komponist
- Emil Neide (1843–1908), Maler
- Anton Emil Friedrich Sieffert (1843–1911), reformierter Theologe und Hochschullehrer
- Karl Wichert (1843–1921), Eisenbahn-Ingenieur
- Arnold Gaedeke (1844–1892), Historiker
- Marie von Leyden (1844–1932), Frauenrechtlerin
- Ernst Leopold Salkowski (1844–1923), Mediziner und physiologischer Chemiker
- Emanuel Kayser (1845–1927), Geologe
- Paul Bienko (1845–1909), Verwaltungsjurist, Landrat sowie Polizeipräsident
- Adolf zu Dohna-Schlodien (1846–1905), Majoratsbesitzer, MdR
- Heinrich Elditt (1846–1909), Jurist und Politiker
- Johann Gustav Hermes (1846–1912), Mathematiker
- Emil Hundrieser (1846–1911), Bildhauer
- Ernst Hugo Heinrich Pfitzer (1846–1906), Botaniker
- Johanna Buska (1847–1922), Schauspielerin und Opernsängerin
- Philipp zu Eulenburg (1847–1921), Diplomat
- Paul Hirschfeld (1847–1904), Schriftsteller
- Otto Wallach (1847–1931), Chemiker und Nobelpreisträger (1910)
- Georg Bender (1848–1924), Kommunalpolitiker und langjähriger Oberbürgermeister der Stadt Breslau
- Carl Gotthilf Büttner (1848–1893), evangelischer Pastor, Missionar und Sprachwissenschaftler
- Hermann Eichhorst (1849–1921), Mediziner
- Richard Rosenmund (1849–1922), Lehrer und Schriftsteller
- Arthur Vollmer (1849–1927), Schauspieler
- Ludwig Leo († 1915), Kaufmann, Stadtältester und Ehrenbürger
- Franz Falkson (1850–1904), deutscher Kommunalpolitiker und von 1885 bis 1897 Erster Bürgermeister von Weißenfels
- Ernst von Frantzius (1850–1910), deutscher Konteradmiral
- Richard Koss (1850–1932), Bauingenieur

### 1851–1860
- Albert Krantz (1851–1938), Militärmusiker
- Johannes Lehmann-Hohenberg (1851–1925), Geologe
- Max Spirgatis (1851–1902), Antiquar, Buchwissenschaftler und Verlagsbuchhändler in Straßburg und Leipzig
- Eugen Zabel (1851–1924), Journalist, Schriftsteller, Dramatiker und Übersetzer
- Marie Bernhard (1852–1937), Schriftstellerin
- Richard Börnstein (1852–1913), Physiker und Meteorologe
- Richard von Helmholtz (1852–1934), Ingenieur und Konstrukteur von Dampflokomotiven
- Johannes Friedrich Guttzeit (1853–1935), Naturphilosoph und Lebensreformer
- Ernst Harder (1854–1927), Mennonit
- Paul Pabst (1854–1897), deutsch-baltischer Pianist und Komponist
- Nikolaus von Below (1855–1915), preußischer Generalmajor im Ersten Weltkrieg
- Konrad Cosack (1855–1933), Professor der Rechte in Gießen, Freiburg, Bonn und München
- Heinrich Minden (1855–1913), Verleger
- Martin von Wegnern (1855–1897), schaumburg-lippischer Staatsminister
- Paul Rhode (1856–1913), Bibliothekar und Archivar
- Gustav Adolf Magnus (1856–1931), Landgerichtspräsident in Saarbrücken
- Johannes Galli (1856–1927), Eisenhüttenmann und Hochschullehrer
- Max Richter (1856–1921), Ministerialbeamter, Unterstaatssekretär im Reichsamt des Innern und Vorsitzender des Aufsichtsrates des Deutschen Kalisyndikats
- Paul Friedlaender (1857–1923), Chemiker
- Oskar Gimnig (1857–1920), Schauspieler
- Julius Konegen (1857–1916), Ingenieur und Industrieller
- Adalbert Matkowsky (1857–1909), Berliner Schauspieler
- Emma Reichel (1857–1931), Schriftstellerin
- Walter Simon (1857–1920), Bankier und Ehrenbürger (1908)
- Ernst Wilhelm Wagner (1857–1927), Philologe und Lehrer
- Georg von Below (1858–1927), Verfassungs- und Wirtschaftshistoriker
- Eugen Boermel (1858–1932), Bildhauer
- Johannes Gerschmann (1858–1928), Philologe und Gymnasiallehrer in Königsberg
- Margarethe Quidde (1858–1940), Schriftstellerin, Pianistin und Cellistin, verheiratet mit dem Friedensnobelpreisträger Ludwig Quidde
- Richard Sternfeld (1858–1926), Historiker, Komponist und Musikhistoriker
- Hans Crüger (1859–1927), Jurist, MdR
- Ernst Hirschberg (1859–1906), Jurist und Statistiker, Direktor des Statistischen Amtes der Stadt Berlin
- Paul Jacobson (1859–1923), Chemiker
- Samuel Jessner (1859–1929), Dermatologe und Sexualforscher
- Ludwig Scheeffer (1859–1885), Mathematiker
- Agnes Freund (1860–nach 1924), deutsche Theaterschauspielerin
- Johann Friedrich Neuhaus (1860–1931), deutscher Baumeister und königlicher Regierungsbaumeister
- Kurt von Olszewski (1860–1937), Generalmajor
- Paul Rampold (1860–1926), Marineoffizier, zuletzt Konteradmiral der Kaiserlichen deutschen Marine, Marineattache und Verbandsfunktionär
- Hedwig Weiß (1860–1923), Malerin

### 1861–1870
1861–1865:
- Kurt Hensel (1861–1941), Mathematiker
- Hans Koch (1861–1945), Altphilologe
- Clara Sudermann (1861–1924), Schriftstellerin
- Arthur Altenberg (1862–1926), Politiker, Oberbürgermeister von Memel und Manager
- Kurt Diestel (1862–1946), Architekt und Hochschullehrer an der Technischen Hochschule Dresden
- David Hilbert (1862–1943), Mathematiker
- Georg Jacob (1862–1937), Islamwissenschaftler und Orientalist
- Carl von Peistel (1862–1930), Verwaltungsjurist
- Paul Stettiner (1862–1941), Historiker, Altphilologe und Kulturpolitiker
- Käthe van Beeker (1863–1917), Schriftstellerin
- Ernst von Below (1863–1955), General der Infanterie
- Ernst Brausewetter (1863–1904), Übersetzer, Herausgeber und Autor
- Alfred Gottschalk (1863–1942), Armenarzt und sozialdemokratischer Politiker
- Ernst Gutzeit (1863–1927), Hochschullehrer in Königsberg und Halle
- Hans Heinrich Hofrichter (1863–1945), Offizier und SA-Brigadeführer
- Johannes Kemke (1863–1918), Altphilologe und Bibliothekar
- Bruno Möhring (1863–1929), Architekt, Stadtplaner und Designer
- Ernst Moser (1863–1927), Schriftsteller und Buchhändler
- Georg Reicke (1863–1923), Schriftsteller und Politiker, Zweiter Bürgermeister von Berlin (1903–1920)
- Alfred Reisenauer (1863–1907), Pianist, Komponist und Musikpädagoge
- Max Ruhbeck (1863–1945), Schauspieler
- Conrad Schmidt (1863–1932), Ökonom, Philosoph und Journalist
- Paul Wendling (1863–1933), Maler und Illustrator
- Kurt Burchard (1864–1933), Rechtswissenschaftler
- Agnes Harder (1864–1939), Lehrerin und Schriftstellerin
- Hans Kiewning (1864–1939), Archiv- und Bibliotheksdirektor, Historiker, Schriftsteller und Maler
- Hermann Minkowski (1864–1909), Mathematiker und Physiker
- Richard Weyl (1864–1940), Jurist und Hochschullehrer
- Hans Aronson (1865–1919), Kinderarzt und Bakteriologe
- Eugen Czaplewski (1865–1945), Hygieniker und Hochschullehrer
- Carl Dorno (1865–1942), Naturforscher
- Erich von Drygalski (1865–1949), Geograph, Geophysiker, Geodät und Polarforscher
- Jacques Joseph (1865–1934), plastischer Chirurg
- Richard Radow (1865–1920), Opernsänger
- Emil Reicke (1865–1950), deutscher Historiker und Archivar
- Johannes Tolkiehn (1865–1933), Klassischer Philologe

1866–1870:
- Hermann Boettcher (1866–1935), Schauspieler
- Fritz Cohn (1866–1922), deutscher Astronom
- Hans Georg von Doering (1866–1921), deutscher Offizier und Kolonialbeamter
- Robert von Hippel (1866–1951), Jurist
- Arthur Hirsch (1866–1948), Mathematiker, Hochschullehrer
- Siegfried Passarge (1866–1958), Geograph
- Max Wien (1866–1938), Physiker
- Robert Davy (1867–1924), österreichischer Ministerialbeamter
- Ludwig Goldstein (1867–1943), Kunsthistoriker und Journalist
- Eugen von Hippel (1867–1939), Augenheilkundler
- Walther Kausch (1867–1928), Chirurg
- Käthe Kollwitz (1867–1945), bildende Künstlerin
- Ernst Maschke (1867–1940), Organist, Komponist und Musikpädagoge
- Walter Meyer-Lüben (auch Walther Meyer-Lüben; 1867–1905), Maler
- Eugen Sandow (1867–1925), Begründer des Bodybuildings
- Georg Stern (1867–1934), Ingenieur
- Moritz Korn (1868–1927), Architekt
- Fritz Reich (1868–1944), Politiker, Kaufmann und NS-Opfer
- Arnold Sommerfeld (1868–1951), Mathematiker und Physiker
- Gustav Wittschas (1868–1953), Maler
- Walter Bistrick (1869–1927), Uhrmacher und Juwelier in Königsberg
- Adolf Behrend (1869–1946), Artist und Flugpionier
- Hanna Brandenfels (1869–nach 1932), Schriftstellerin
- Felix Heumann (1869–1932), Ingenieur und Unternehmer
- Paul Adloff (1870–1944), Zahnmediziner und Anthropologe
- Carl Franz (1870–1946), Heeres-Sanitätsinspekteur

### 1871–1880
1871–1875:
- Max Rosenfeld (1871–1956), Neurologe, Psychiater und Hochschullehrer
- Franz Bartschat (1872–1952), Politiker und Reichstagsabgeordneter
- Otto Braun (1872–1955), Politiker (Sozialdemokrat) in der Weimarer Republik, preußischer Ministerpräsident
- Helene Fehdmer (1872–1939), Schauspielerin
- Richard Adolf Hoffmann (1872–1948), Theologe und Hochschullehrer
- Otto Maurenbrecher (1872–1960), Theaterintendant
- Ludwig Quessel (1872–1931), Redakteur sozialdemokratischer Zeitungen, MdR (1912–1931)
- Hugo Schlemüller (1872–1918), Cellist, Komponist, Instrumentallehrer, Musikkritiker und Verleger
- Oswald Arnoldt (1873–1922), Ingenieur und Privatdozent
- Henriette Arendt (1874–1922), erste deutsche Polizistin
- Erich Berneker (1874–1937), Slawist
- Edwin Adolar Klein (1874–1944), Politiker und Landrat
- Karl Otto Krause (1874–1940), Theater- und Filmschaffender, Komponist
- Heinrich Marlow (1874–1944), Schauspieler
- Max Maurenbrecher (1874–1930), Theologe, Publizist und Politiker
- Helene Neumann (1874–1942), Künstlerin (Malerin, Graphikerin) und Vorsitzende des Königsberger Hausfrauenbundes
- Otto Pietsch (1874–1960), Schriftsteller
- Arwed Seitz (1874–1933), Prominenten- und Landschaftsmaler
- Hermann Bauer (1875–1958), deutscher Admiral
- Ernst Behmer (1875–1938), Schauspieler
- Carl Bulcke (1875–1936), Schriftsteller und Staatsanwalt
- Arthur Crispien (1875–1946), sozialdemokratischer Politiker
- Felix Japha (1875–1942), Kaufmann und Förderer Königsbergs
- Eduard Kado (1875–1946), Maler, Zeichner, Bildhauer und Kunstgewerbler
- Frieda Magnus-Unzer (1875–1966), Schriftstellerin
- Ernst Richard Neumann (1875–1955), Mathematiker

1876–1880:
- Alexander Cohn (1876–1951), Kammergerichtsrat, Fachautor und Überlebender des Holocaust
- Paul Engelien (1874–1940), deutscher Generalmajor
- Alfred Kahle (1876–1915), Parlamentarier
- Friedrich Radszuweit (1876–1932), Verleger, Publizist und LSBTI-Aktivist
- Heinrich Spiero (1876–1947), Germanist und Literaturhistoriker
- Franz Schlegelberger (1876–1970), Staatssekretär und kommissarischer Justizminister in der NS-Zeit
- Walter Bauer (1877–1960), Theologe
- Fritz Behrendt (1877–1967), Architekt
- Rudolf Borchardt (1877–1945), deutscher Schriftsteller, Lyriker und Übersetzer
- Otto Frick (1877–nach 1939), Architekt
- Arnold Japha (1877–1943), Mediziner
- Gerhard Bohlmann (1878–1944), Schriftsteller und Journalist
- Georg Brost (1878–unbekannt), Politiker (DNVP) und Mitglied der Sächsischen Volkskammer
- Arthur Hiller (1878–1949), Arzt
- Leopold Jessner (1878–1945), Intendant
- Otto Paetsch (1878–1927), Buchhändler und Verleger in Königsberg
- Arthur Preuss (1878–1944), Opernsänger (Tenor), Komponist und Gesangspädagoge
- Hugo Tortilowicz von Batocki-Friebe (1878–1920), Landrat
- Bruno Wollstädter (1878–1940), Bildhauer
- Paul Hübschmann (1878–1960), Pathologe
- Wilhelm Freiherr von Gayl (1879–1945), Politiker (DNVP), Reichsinnenminister
- Ernst Tristan Kurtzahn (1879–1939), Okkultist
- Wilhelm von Kuhlmann (1879–1937), Gesandter
- Hans Holldack (1879–1950), Landtechniker und Hochschullehrer
- Max Isserlin (1879–1941), Neurologe
- Agnes Miegel (1879–1964), Schriftstellerin, Journalistin und Balladendichterin
- Arno von Rehbinder (1879–1957), Rechtsanwalt und Politiker
- Ernst Wichmann (1879–1931), Architekt
- Katarina Botsky (1880–1945), Schriftstellerin
- Hans Feige (1880–1953), General der Infanterie im Zweiten Weltkrieg
- Curt Godlewski (1880–1959), Präsident des Statistischen Reichsamts
- Felix Holldack (1880–1944), Rechtswissenschaftler und Hochschullehrer
- Paul Knapp (1880–1946), Pfarrer
- Friedrich Lahrs (1880–1964), Architekt, Kunsthistoriker und Hochschullehrer (Kants Grabmal, Schloßgrabungen)
- Paul Riebensahm (1880–1971), Ingenieur, Manager und Hochschullehrer
- Walter Scheffler (1880–1964), Buchbinder und Lyriker
- Bruno Taut (1880–1938), Architekt

### 1881–1890
1881–1885:
- Werner Funck (1881–1951), Schauspieler, Sänger, Filmregisseur
- Fritz Jacoby (1889–1948), Komponist
- Günther Jacoby (1881–1969), Philosoph
- Georg Kiesau (1881–1940), Schauspieler, Regisseur und Theaterdirektor
- Emil Podszus (1881–1968), Physiker und Erfinder
- Max Bröske (1882–1915), Ruderer
- Victor Caillé (1882–1958), Unternehmer und Kommunalpolitiker
- Erich Haslinger (1882–1956), Reeder
- Walter Heymann (1882–1915), ostpreußischer Rechtsreferendar und Schriftsteller
- Eva Klemperer (1882–1951), Pianistin, Organistin und Übersetzerin
- Paul von Krause (1882–1946), Landrat
- Harry Liedtke (1882–1945), Schauspieler
- Walter Rosenberg (1882–1945), Bildhauer und Künstler
- Alfred Rühl (1882–1935), Geograph
- Hans Steffen (1891–1945), Botaniker und Bryologe
- Fritz Strich (1882–1963), deutsch-schweizerischer Germanist
- Walter Telemann (1882–1941), Internist und Radiologe
- Siegfried von der Trenck (1882–1951), Schriftsteller
- Franz Unterberger (1882–1945), Gynäkologe
- Walter Wachsmuth (1882–1964), Komponist und Violinist
- Eberhard Arnold (1883–1935), evangelischer Aktivist
- Walter Braemer (1883–1955), General der Kavallerie und SS-Gruppenführer im Zweiten Weltkrieg
- Alexander Flessburg (1883–1942), Schauspieler, Sänger und Textdichter
- Victor Julius Franz (1883–1950), deutscher Zoologe und NS-Rassentheoretiker
- Oskar von Hindenburg (1883–1960), Sohn des Reichspräsidenten Paul von Hindenburg
- Walter Krantz (1883–1945, verschollen), Richter in Halle und Berlin
- Reinhold Trautmann (1883–1951), Slawist
- Arthur Baumgarten (1884–1966), deutsch-schweizerischer Jurist
- Curt Elwenspoek (1884–1959), Schauspieler, Regisseur und Schriftsteller
- Kurt Frick (1884–1963), Architekt
- Carl Friedrich Goerdeler (1884–1945), Stadtkämmerer, Widerstandskämpfer, designierter Reichskanzler
- Marie Hartung (1884–1971), Politikerin
- Ernst von Krause (1884–1960), Generalmajor der Wehrmacht
- Max Taut (1884–1967), Architekt
- Fritz Ausländer (1885–1943), Kommunist
- Hans Espe (1885–1965), Romanist und Lehrer
- Max Neumann (1885–1973), Maler und Illustrator
- Martin Wagner (1885–1957), Architekt und Stadtplaner
- Viktor von Schmiedeberg (1889–1969), deutscher Jurist in der Finanzverwaltung, Ministerialbeamter

1886–1890:
- Johannes Denk (1886–1964), Jurist und Diplomat
- Otto Heidemann (1886–?), Politiker (NSDAP), stellvertretendes Mitglied des Preußischen Staatsrats
- Werner Kempf (1886–1964), General der Panzertruppe, Befehlshaber, Eichenlaub zum Ritterkreuz
- Walter Moehrs (1886–1978), Jurist
- Heinrich Mallison (1886–1959), Chemiker
- Hermann Densch (1887–1963), Admiral
- Franz Krüger (1887–1924), Sozialdemokratischer Politiker
- Rolf Lauckner (1887–1954), Lyriker, Dramatiker, Librettist und Drehbuchautor
- Lily Pringsheim (1887–1954), Politikerin
- Heinz Tiessen (1887–1971), Komponist
- Friedrich Tucholski (1887–1972), Bauingenieur und Autor
- Günther Bobrik (1888–1957), deutscher Philologe, Schauspieler und Regisseur
- Ludwig Dehio (1888–1963), Historiker und Archivar
- Paul Kimritz (1888–1973), Bildhauer
- Georg Richard Kinat (1888–1973), Maurer, Mitglied des Ostpreußischen Provinziallandtages und des Deutschen Bundestages (SPD)
- Fritz Kudnig (1888–1979), Schriftsteller
- Friedrich Lehmann (1888–1960), Stadtkämmerer in Königsberg und Frankfurt am Main
- Moses Smoira (1888–1961), deutsch-israelischer Jurist; 1948 Präsident von Israels Oberstem Gerichtshof
- Heinrich Thieslauk (1888–1937), antifaschistischer Widerstandskämpfer
- Herbert Ziemer (1888–1975), letzter Landrat in Johannisburg
- Felix Altenburg (1889–1970), Diplomat
- Lucy Falk (1889–1968), Lehrerin, Jugendbuchautorin, bezeugte die Nachkriegsjahre in Königsberg/Kaliningrad
- Walter Forstreuter (1889–1960), Vorstandsvorsitzender des Gerling-Konzerns (1935–1948)
- Johannes Müller (1889–1946), Nationalökonom und Statistiker
- Artur Bednarczyk (1890–1944), deutscher Opernsänger und Heldentenor
- Eduard Bischoff (1890–1974), freier Künstler sowie Professor an der Kunstakademie in Königsberg
- Karl Bülowius (1890–1945), Generalleutnant im Zweiten Weltkrieg
- Hans Forstreuter (1890–1978), deutscher Gymnasiallehrer, Autor und Sportpädagoge
- Rudolf Glass (1890–nach 1945), Antifaschistischer Widerstandskämpfer, politischer Häftling des KZ Buchenwald
- Robert Jentzsch (1890–1918), Mathematiker und Dichter
- Hugo Linck (1890–1976), Pastor, der bis 1948 bei seiner Gemeinde in Königsberg/Kaliningrad blieb
- Max Lindh (1890–1971), Landschaftsmaler und Hochschullehrer
- Gertrud Papendick (1890–1982), Lehrerin und Schriftstellerin
- Siegfried Rosenbaum (1890–1969), deutsch-israelischer Arzt, Hochschullehrer und Publizist
- Ernst Schaumann (1890–1955), Maler
- Herbert Sonnenburg (1890–1966), deutscher Offizier in der Luftwaffe der Wehrmacht im Zweiten Weltkrieg

### 1891–1900
1891–1895:
- Karl Alwin (1891–1945), Dirigent
- Eccard Freiherr von Gablenz (1891–1978), Generalleutnant im Zweiten Weltkrieg
- Heinz Goldberg (1891–1969), Theaterregisseur und Drehbuchautor
- Gerhard Lapp (1891–1977), Ministerialdirektor im Postdienst
- Kurt Latte (1891–1964), klassischer Philologe
- Fritz Rumey (1891–1918), Jagdpilot im Ersten Weltkrieg
- Fritz Schellong (1891–1953), Mediziner
- Richard Stahlmann (1891–1974), Funktionär der KPD/SED und Offizier des Ministeriums für Staatssicherheit
- Alfred Bülowius (1892–1968), Offizier, zuletzt General der Flieger der Luftwaffe im Zweiten Weltkrieg
- Siegfried Hoffheinz (1892–1952), Chirurg, Hochschullehrer und Sanitätsoffizier
- Ehrenfried Günther Freiherr von Hünefeld (1892–1929), Flugpionier und Initiator des ersten Ost-West-Fluges über den Nordatlantik im Jahr 1928
- Helmuth Kienast (1892–1987), Marineoffizier, Befehlshaber
- Hans Lucke (1892–1983), deutscher Ingenieur und Schriftsteller
- Hella Moja (1892–1937), Schauspielerin, Filmproduzentin und Drehbuchautorin
- Ernst Mollenhauer (1892–1963), der „Nehrungsmaler“
- Joachim von Reichel (1892–1954), Schriftsteller und Dramaturg
- Erich Wollenberg (1892–1973), Politiker (KPD)
- Charlotte Wüstendörfer (1892–1945), Schriftstellerin
- Werner Riemann (1893–1936), Maler
- Alexander Dorner (1893–1957), Kunsthistoriker, Hochschullehrer und Museumsdirektor
- Fritz Gause (1893–1973), Gymnasiallehrer, Historiker und Archivar
- Erich Jenisch (1893–1966), Literaturhistoriker
- Alfred Karrasch (1893–1973), Schriftsteller und Redakteur
- Herbert Meinhard Mühlpfordt (1893–1982), Internist und Kunsthistoriker (Stadtlexikon Königsberg)
- Anna Richter (1893–1999), deutsche Grafikerin
- Margarete Schuchmann (1893–1991), Pianistin
- Wolff von Stutterheim (1893–1940), Generalmajor der Luftwaffe im Zweiten Weltkrieg
- Eva Tinschmann (1893–1978), Schauspielerin
- Ernst Wermke (1893–1987), Bibliothekar und Bibliograph, Bibliographie zur Geschichte Ost- und Westpreußens (47.000 Titel)
- Günther Altenburg (1894–1984), Diplomat
- Hellmuth Bieske (1894–1972), Industrieller, Initiator der Patenschaft Duisburg-Königsberg
- Immanuel Birnbaum (1894–1982), Journalist und Publizist
- Charlotte Böcklin (1894–1981), Schauspielerin der Stummfilmzeit
- Hertha Gordon-Walcher (1894–1990), deutsche Kommunistin
- Hellmuth Passarge (1894–um 1945), Schauspieler
- Philipp Schaeffer (1894–1943), Orientalist, Sinologe und antifaschistischer Widerstandskämpfer
- Alois Herrmann (1895–1978), Schauspieler
- Eva Klein-Donath (1895–1959), Schauspielerin

1896–1900:
- Harald Berkowitz (1896–1952), deutscher Arzt
- Kurt Bobeth Bolander (1896–1961), deutscher Schauspieler
- Alfred Gause (1896–1967), Generalleutnant, Ritterkreuzträger
- Heinrich-Sigismund von der Heyde (1896–1944), deutscher General
- Werner Richard Heymann (1896–1961), jüdischer Komponist und Dirigent
- Hans-Joachim von Horn (1896–1994), Generalleutnant der Wehrmacht und der Bundeswehr
- Ratje Mügge (1896–1975), Geophysiker und Leiter des Deutschen Wetterdienstes
- Ewald Oppermann (1896–1965), DLV- und NSFK-Gruppenführer
- Walter Schroeder (1896–1968), deutscher General
- Georg Schwarz (1896–1979), Nahrungsmitteltechnologe
- Karl Stitzer (1896–1972), deutscher Schriftsteller
- Alfred Funk (1897–1943), Richter und aktiver Nationalsozialist
- Horst Egon Berkowitz (1898–1983), Rechtsanwalt und Mäzen
- Rolf Cavael (1898–1979), Maler, Zeichner und Grafiker
- Wolfgang Erdmann (1898–1946), Generalleutnant der Luftwaffe im Zweiten Weltkrieg
- Erna Fuehrer (1898–1981), Ärztin
- Emil Johannes Guttzeit (1898–1984), Autor und Heimatforscher
- Walter Herzberg (1898–1943), Grafiker und Karikaturist
- Werner Lufft (1898–1984), Jurist und Politiker (SPD, SED)
- Gerda Luft (1898–1986), Journalistin
- Arthur Pohl (1898–1967), Diplom-Ingenieur, Offizier und Politiker
- Georg Schroeder (1898–1969), Politiker (NSDAP) und SS-Führer
- Emy von Stetten (1898–1980), Oratorien-, Opern- und Liedersängerin
- Walter Strauss (1898–1982), Historiker und Geschichtsdidaktiker
- Hans-Ulrich Twiehaus (1898–1986), Steuerberater und Autor
- Ernst Wunderlich (1898–1978), Richter
- Lilli Henoch (1899–1942), Leichtathletin und Turnlehrerin
- Walter Kaminsky (1899–1975), Gründer der Kundenkreditbank
- Ernst Komm (1899–1964), Nahrungsmittelchemiker und Hochschullehrer
- Hans Laser (1899–1980), deutsch-britischer Mediziner
- Käthe Latzke (1899–1945), kommunistische Widerstandskämpferin gegen den Nationalsozialismus
- Fritz Albert Lipmann (1899–1986), deutsch-US-amerikanischer Biochemiker (1953 Nobelpreis mit Hans Adolf Krebs)
- Hanfried Ludloff (1899–1987), deutsch-amerikanischer Physiker
- Alfred Marchionini (1899–1965), Dermatologe
- Friedrich Podszus (1899–1971), Lektor, Lyriker und Übersetzer
- Margarete Riemschneider, geb. Hoerner (1899–1985), Kunstwissenschaftlerin und Autorin
- Eugen Scheyer (1899–1957), kommunistischer Politiker
- Bernhard Witt (1899–1967), Politiker (SPD)
- Herbert Brust (1900–1968), Komponist des Ostpreußenlieds
- Samuel Sambursky (1900–1990), Physiker und Naturwissenschaftshistoriker

## 20. Jahrhundert

### 1901–1910
1901–1905:
- Otto Aßmann (1901–1977), Oberbürgermeister von Zwickau (1949–1954) und Oberbürgermeister von Gera (1956–1958)
- Hannes W. Braun (1901–1984), deutscher Schauspieler
- Hennig Brinkmann (1901–2000), Klassischer Philologe und Germanist
- Erich Ebel (1901–1973), Politiker (NSDAP) und Landrat
- Jonas zu Eulenburg (1901–1945), Offizier, zuletzt Oberst
- Ernst Hartmann (1901–1988), deutscher Lehrer und Heimatforscher
- Erwin Lichtenstein (1901–1993), deutsch-israelischer Jurist
- Friedrich Nathanson (1901–1990), deutscher Maler und Zeichner
- Eugen Plorin (1901–1943), Politiker (NSDAP) und SA-Führer
- Reinhold Rehs (1901–1971), Politiker und Jurist; Präsident des Bundes der Vertriebenen
- Paul Ronge (1901–1965), im Dritten Reich Verteidiger von Juden und verfolgten Pfarrern, 1948–1958 Abgeordneter und Fraktionsvorsitzender der Berliner FDP
- Erich Weber (1901–1972), Arzt und Politiker (FDP)
- Kurt Benson (1902–1942), SS-Oberführer
- Hans Fischer (1902–1986), deutscher Maler, Grafiker und Illustrator
- Ernst Gonell (1902–1945), Generalmajor, Kommandant der Festung Posen (1945)
- Wilhelm Lotze (1902–1983), Jurist und Politiker (CDU)
- Waldemar Magunia (1902–1974), Führer der SA in Ostpreußen und Generalkommissar in Kiew
- Rolf Mahrenholz (1902–1991), deutsch-britischer Fotograf und Dokumentarfilmer
- Helene Schwärzel (1902–nach 1992), Buchhalterin, die den Widerstandskämpfer Carl Friedrich Goerdeler an die Nationalsozialisten verriet
- Paul Suhr (1902–1933), Politiker und KPD-Funktionär
- Fritz Bouillon (1903–nach 1983), Fußballschiedsrichter
- Walter Duddins (1903–1945), Kommunist
- Arnold Ehrhardt (1903–1965), deutscher Jurist, dann britischer Theologe
- Walter Fein (1903–1984), Schauspieler und Hörspielsprecher
- Johannes Feske (1903–1984), Bankier
- Erich Gindler (1903–1995), Maler
- Willi Krause (1903–1987), SPD-Politiker und Gewerkschaftsfunktionär
- Hilde Leest (1903–1970), Bildhauerin (Ernst Reuter)
- Lotte Lemke (1903–1988), Fürsorgerin und Vorsitzende der Arbeiterwohlfahrt
- Wilhelm Matull (1903–1985), Journalist und Historiker
- Werner Ostendorff (1903–1945), SS-Gruppenführer und Generalleutnant der Waffen-SS im Zweiten Weltkrieg
- Herbert Rosinski (1903–1962), deutschstämmiger US-amerikanischer Historiker
- Hans-Günther Seraphim (1903–1992), Historiker und Bibliothekar
- Udo Adelsberger (1904–1992), Physiker und Ingenieur
- Adolf Arndt (1904–1974), Politiker (SPD)
- Alfred Bartolitius (1904–1945), Tenor
- Helmut Behrendt (1904–1985), Sportfunktionär in der DDR
- Charlotte Kaminsky (1904–1989), Stimmbildnerin, Redakteurin und Regisseurin
- Willi Kollo (1904–1988), Komponist
- Herta Kumbartzky (1904–1987), deutsche Malerin
- Helge Tanck (1904–1960), Maler
- Wolfgang Weyrauch (1904–1980), Schriftsteller und Hörspielautor
- Max Colpet (1905–1998), US-amerikanischer Schriftsteller, Drehbuchautor und Schlagertexter
- Max Fürst (1905–1978), Schriftsteller
- Paul Gehlhaar (1905–1968), Fußballspieler
- Adolf Greifenhagen (1905–1989), Klassischer Archäologe und Museumsdirektor
- Adalbert Jaschinski (1905–1989), Maler und Grafiker
- Werner Küppers (1905–1980), alt-katholischer Theologe
- Kitty Marx-Steinschneider (1905–2002), Literaturwissenschaftlerin
- Heinz Pose (1905–1975), Kernphysiker
- Gerhard Rautenberg (1905–1982), Druckereibesitzer und Verleger
- Otto Schön (1905–1968), Büroleiter des Politbüros des ZK der SED in der DDR
- Curt Teichert (1905–1996), deutsch-US-amerikanischer Paläontologe und Geologe
- Erich Trunz (1905–2001), Germanist

1906–1910:
- Felix Grayeff (1906–1981), deutsch-neuseeländischer Altphilologe und Philosoph
- Yoram Jacoby (1906–1997), Jurist und israelischer Diplomat
- Gerhard Knaak (1906–1944), Wehrmachtsoffizier und Widerstandskämpfer des 20. Juli 1944
- Hans-Erich Riebensahm (1906–1988), Pianist
- Wolfgang Scholz (1906–2002), Arzt und Regattasegler
- Helmut Allardt (1907–1987), Botschafter in Madrid und Moskau
- Bruno Fuhrmann (1907–1979), Funktionär der KPD und SED
- Herbert Langkeit (1907–1979), Richter am Bundessozialgericht
- Reinhard Lullies (1907–1986), Klassischer Archäologe
- Bernhard Mrowka (1907–1973), Physiker
- Erwin Nötzelmann (1907–1981), Politiker (NSDAP)
- Karl-Lothar Schulz (1907–1972), Generalmajor der Luftwaffe im Zweiten Weltkrieg
- Hans Zangemeister (1907–1970), HNO-Arzt, Audiologe und Hochschullehrer
- Hans Besig (1908–1965), Klassischer Archäologe und Gymnasiallehrer
- Otfried Deubner (1908–2001), Klassischer Archäologe und Diplomat
- Bruno Endrejat (1908–1945), Widerstandskämpfer gegen den Nationalsozialismus
- Heinrich Gerlach (1908–1991), Schriftsteller
- Erich Grimoni (1908–1974), Lehrer, Erbwalter Ostpreußens in Duisburg
- Clemens Hasse (1908–1959), Schauspieler
- Elimar Kloos (1908–1991), deutscher Boxer
- Georg Spielmann (1908–1985), Kommunist und Widerstandskämpfer gegen die NS-Herrschaft, Kämpfer in der Roten Armee, Mitarbeiter im Generalsekretariat der VVN
- Walter Tarrach (1908–1965), Schauspieler
- Gerhard Woratz (1908–1997), deutscher Verwaltungsjurist und Ministerialbeamter
- Ulrich Albinus (1909–1988), Architekt und Kunsthistoriker
- Rudolf Kaufmann (1909–1941), Geologe und Paläontologe
- Karl Hermann Knoke (1909–1994), Jurist, Diplomat und deutscher Botschafter in den Niederlanden, Israel und Brasilien
- Hans Ernst Schneider (1909–1999), Literaturwissenschaftler
- Lothar Selke (1909–1980), Historiker und Journalist
- Horst Uffhausen (1909–1999), Bundesrichter
- Hans-Joachim Haecker (1910–1994), Schriftsteller
- Elisabeth Herrmann (1910–1984), Gebrauchsgrafikerin und Schriftstellerin
- Theodor Kaluza (1910–1994), Mathematiker und Hochschullehrer
- Karl William Kapp (1910–1976), Nationalökonom
- Hans Kaufmann (1910–2012), Informatiker
- Heinrich Koenen (1910–1945), Ingenieur und antifaschistischer Widerstandskämpfer
- Gerhard Saager (1910–1992), Verwaltungs- und Wirtschaftsjurist

### 1911–1920
1911–1915:
- Walter Adamson (1911–2010), deutsch-australischer Schriftsteller
- Helmut Arndt (1911–1997), Nationalökonom
- Wolfgang Buchwald (1911–1984), Altphilologe
- Leah Goldberg (1911–1970), israelische Schriftstellerin, Lyrikerin und Sprachwissenschaftlerin
- Hans Hermann Henseleit (1911–1997), Journalist und Kunstsammler, Ehrenprofessor des Landes Schleswig-Holstein
- Horst Kudritzki (1911–1970), Jazz- und Unterhaltungsmusiker
- Willi Kuhn (1911–1982), Politiker (KPD/SED) und Gewerkschafter
- Gerhard Mitscherlich (1911–2007), Forstwissenschaftler
- Hermann „Hannes“ Hansen (1912–1944), deutscher Feldhandballspieler
- Karl Iffländer (1912–1983), deutscher Politiker (KPD/SED) und Gewerkschafter
- Ullrich Klein (* 1912), Dramaturg und Schriftsteller
- Hans-Peter Kosack (1912–1976), Geograph und Kartograph
- Gerhard Mollowitz (1912–2006), Philosoph, Mitherausgeber der Kant-Studien und des Schopenhauer-Jahrbuchs
- Claus Winkler (1912–1971), Politiker und Verwaltungsbeamter, Bürgermeister der Stadt Wedel
- Charlott Daudert (1913–1961), Schauspielerin
- Akiva Eger (1913–2001), israelischer Ökonom
- Leopold Ettlinger (1913–1989), Kunsthistoriker
- Herta Heuwer (1913–1999), Erfinderin der pikanten Chillup-Sauce für die Currywurst
- Waldemar Kampf (1913–1988), Historiker und Literaturhistoriker
- Lothar Malskat (1913–1988), Maler und Kunstfälscher
- Lotar Olias (1913–1990), Komponist und Textdichter
- Erwin Shoultz-Carrnoff (1913–1990), deutscher Maler
- Kurt Zehe (1913–1969), Catcher und Schauspieler
- Martin Eidt (1914–2005), Jurist
- Alfred Hein (1914–1971), Politiker (GB/BHE, GDP, CDU)
- Erwin Pfeffer (1914–1971), Politiker, Mitglied des Bayerischen Landtags
- Heinz Teuchert (1914–1998), Gitarrist und Hochschullehrer
- Gerhard Assmann (1915–1976), Konditor und Gewerkschaftsfunktionär
- Horst-Günter Benkmann (1915–1996), Vertriebenenpolitiker, Gründer des Ostpreußischen Salzburger Vereins
- Wolfhart Burdenski (1915–2010), Richter am Bundessozialgericht
- Maria Ewel (1915–1988), Bildhauerin
- Ulrich Fischer (1915–2005), Prähistoriker und Museumsdirektor
- Walther Hubatsch (1915–1984), Historiker
- Ernst Müller-Hermann (1915–1994), Politiker (CDU) und Journalist
- Siegfried Perrey (1915–1984), Organisationschef der Olympischen Spiele in Helsinki (1952) und München (1972)
- Wolfgang Philipp (1915–1969), protestantischer Theologe, Hochschullehrer
- Friedrich Schlette (1915–2003), Prähistoriker

1916–1920:
- Ruth Geede (1916–2018), Schriftstellerin und Journalistin
- Hildegard Grube-Loy (1916–2002), Aquarellmalerin
- Kurt Hasse (1916–1999), Kameramann
- Jürgen Lenz (1916–1990), Schriftsteller und Journalist
- Fred Thieler (1916–1999), Maler
- Hans Gustav Joachim (1917–1989), deutscher Jurist
- Joachim-Ernst Meyer (1917–1998), Psychiater
- Gerhard Schilfert (1917–2001), Neuzeithistoriker
- Georg-Winfried Schmidt (1917–2008), Kinderarzt und Hochschullehrer
- Werner Behrend (1918–1987), Politiker
- Kurt Dahlmann (1918–2017), Offizier und Journalist
- Karl Konrad von der Groeben (1918–2005), Unternehmer und Stifter
- Walter Ostendorff (1918–1989), Politiker (FDP)
- Gerhard Barkhorn (1919–1983), Jagdflieger im Zweiten Weltkrieg, Ritterkreuzträger, Generalmajor der Luftwaffe
- Horst Frunder (1919–2012), Chemiker, Biochemiker, Arzt und Hochschullehrer
- Otto W. Haseloff (1918–1989), Psychologe
- Hans Betcke (1919–1992), Maler und Grafiker
- Konrad Hesse (1919–2005), Rechtswissenschaftler, von 1975 bis 1987 Richter des Bundesverfassungsgerichts
- Ottokar Israel (1919–2004), Historiker, Archivar und Genealoge
- Horst Kinder (1919–2011), Brigadegeneral
- Alfred Klaus (1919–2008), Kriminalbeamter, der durch seine Rolle in der Bekämpfung des RAF-Terrorismus große öffentliche Bekanntheit erlangte
- Gerhard Klumbies (1919–2015), Professor, Internist und Psychotherapeut in Jena
- Marianne Meyer-Krahmer (1919–2011), Historikerin, Lehrerin und Schriftstellerin
- Charlotte Tiedemann (1919–1979), Sängerin und Filmschauspielerin
- Cuno Winkler (1919–2003), Nuklearmediziner und Hochschullehrer
- Traute Arnold (1920–1978), Theologin, Schriftstellerin und Funktionärin der CDU in der DDR
- Klaus Behrendt (1920–2013), Schauspieler
- Peter Kurt Burkowitz (1920–2012), Tontechniker
- Gerhard Doerfer (1920–2003), Turkologe und Altaist
- Henry Glade (1920–1999), deutsch-US-amerikanischer Sprachwissenschaftler und Hochschullehrer
- Frank-Richard Hamm (1920–1973), Indologe und Hochschullehrer
- Hans Josephsohn (1920–2012), Schweizer Bildhauer
- Heinz-Karl Konrad (1920–2014), Schauspieler
- Bernhard Markwitz (1920–2000), Kaufmann
- Günter Mollowitz (1920–2011), Chirurg in Kiel, Duisburg und Moers
- Herbert Morét (1920–2009), Baptistenpastor
- Horst Saalfeld (1920–2022), Mineraloge und Kristallograph, Hochschullehrer
- Herbert Wiltenstein (1920–1993), Architekt

### 1921–1930
1921–1925:
- Horst Ankermann (1921–2005), Pharmakologe und Bildhauer
- Rachel Dror (1921–2024), deutsch-israelische Lehrerin
- Tamara Ehlert (1921–2008), Lyrikerin und Erzählerin
- Klaus Friedrich (1921–2005), Richter am Bundessozialgericht
- Daisy Gronowski (1921–unbekannt),  Widerstandskämpferin gegen den Nationalsozialismus.
- Richard Groß (1921–1968), Schriftsteller und Hörspielautor
- Immanuel Jakobovits (1921–1999), orthodoxer deutsch-britischer Großrabbiner
- Walter Kallweit (1921–2001), deutscher Politiker (SPD)
- Lothar Klimek (1921–2013), Fotokünstler und Hochschullehrer
- Heinz Lehmann (1921–1995), Schachspieler
- Franz-Heinrich Philipp (1921–1984), deutscher Kirchenhistoriker und Bibliothekar
- Heinz Rox-Schulz (1921–2004), Weltenbummler und Abenteurer
- Lothar Schmidt (1921–2020), Mediziner im Gebiet der Suchtkrankenhilfe
- Hanns Christian Schroeder-Hohenwarth (1921–2011), Bankier
- Alfons Schwarz (1921–1995), Politiker (CDU)
- Friedemann Stallmann (1921–2014), deutsch-amerikanischer Mathematiker
- Maria Blohmke (1922–2016), Medizinerin
- Wolfgang Borchert (1922–2007), Schauspieler
- Erika Durban-Hofmann (1922–2005), Malerin, Grafikerin und Buchautorin
- Eva Fuchs (1922–1982), Botanikerin und Phytopathologin
- Reinhard Goerdeler (1922–1996), Rechtsanwalt und Wirtschaftsprüfer, Gründer von KPMG
- Günter Kelbg (1922–1988), Physiker
- Hartwig Kirschner (1922–1995), Chirurg in Altona
- Rudolf Konrad (1922–2009), Musiker, Komponist und Hochschullehrer
- Werner Ruhnau (1922–2015), Architekt und Hochschullehrer
- Heinz Voß (1922–2000), Schauspieler
- Antje Weisgerber (1922–2004), Schauspielerin
- Paul Wiens (1922–1982), Schriftsteller
- Joe Wildon (1922–2003), Zauberkünstler
- Dietrich Becker (* 1923), Kreisamtsrat, Leiter der Freilichtspiele Tecklenburg
- Wolfgang Harich (1923–1995), Philosoph und Journalist in der DDR
- Irene Hein (1923–2003), Gebrauchsgrafikerin und Illustratorin
- Eberhard von Claer (1923–2013), deutscher Politiker (CDU)
- Ursula Koschinsky (1923–2016), Künstlerin und Glasmalerin
- Günter Oehlert (1923–2013), Gynäkologe und Geburtshelfer
- Hermanas Perelšteinas (1923–1998), litauischer Chordirigent und Musikpädagoge
- Ulrich Schnaft (1923–nach 1961), Angehöriger der Waffen-SS, Offizier der Israelischen Verteidigungsstreitkräfte sowie Spion für Ägypten
- Hermann Stegemann (1923–2018), Professor für Biochemie
- Ulrich Wannagat (1923–2003), Chemiker
- Herbert Beister (1924–2012), Tiefbauingenieur
- Dorothy Bohm (1924–2023), Fotografin
- Gotthold Gloger (1924–2001), Schriftsteller und Maler
- Bernhard Jablonski (1924–2023), Formgestalter, Bildhauer und Fotograf
- Lothar Kallmeyer (1924–2019),  Architekt und Professor für Baukonstruktion in Münster
- Alfred Stobbe (1924–2001), Wirtschaftswissenschaftler und Hochschullehrer
- Kurt Wöhler (1924–2006), Jurist, Verwaltungsbeamter und Politiker (FDP)
- Hans-Jürgen Augstein (1925–2001), Politiker (SPD)
- Sabine Ball (1925–2009), Evangelistin und Betreiberin sozialer Projekte
- Rüdiger Beer (1925–1975), Anästhesiologe und Hochschullehrer
- Dietrich von Brühl (1925–2010), deutscher Diplomat
- Karl-Heinz Frömming (* 1925), deutscher Pharmazeut und Hochschullehrer
- Georg Neuber (1925–2022), Fechter
- Hans-Joachim Newiger (1925–2011), Klassischer Philologe
- Günter Schischefski (1925–2007), Eishockeyspieler und -trainer sowie Fußballspieler
- Irmgard Stecher-Borbe (1925–2009), Malerin und Grafikerin

1926–1930:
- Roswitha von Bergmann (1926–2004), Politikerin (FDP)
- Kurt Büttner (1926–1999), Historiker und Afrikanist
- Gisela Kleinschmidt (1926–1997), Aquarellmalerin
- Ilse Kuklinski (* 1926), Schauspielerin
- Ingeborg Lapsien (1926–2014), Schauspielerin und Synchronsprecherin
- Hans-Harald Mallau (1930–2006), Baptistischer Theologe
- Christian Papendick (1926–2022), Architekt, Schriftsteller und Fotograf
- Gerlind Reinshagen (1926–2019), Schriftstellerin
- Christa Williams (1926–2012), Schlagersängerin
- Ulrich von Witten (1926–2015), Verwaltungsjurist
- Fritz Bruhns (* 1927), Pädagoge und Politiker (CDU), Mitglied der Bremischen Bürgerschaft
- Nechama Drober (1927–2023), deutsch-israelische Autorin
- Bernhard Elsner (1927–2017), Generalmajor im Ministerium für Staatssicherheit (MfS) der DDR
- Botho Kirsch (1927–2018), Zeitungs- und Hörfunkjournalist, Autor
- Peter Roquette (1927–2023), Mathematiker
- Erwin Scheffler (1927–2009), Fußballspieler
- Hans-Georg Schweiger (1927–1986), Zellbiologe
- Günter Wilms (1927–2023), deutscher Pädagoge und Hochschullehrer
- Rainer Wohlfeil (1927–2024), Historiker
- Gerd Crüger (1928–2019), Agrarwissenschaftler der Phytomedizin
- Reiner Joppien (1928–2002), Architekt, Maler und Bildhauer
- Hans Helmut Kornhuber (1928–2009), Neurologe und Neurophysiologe
- Karl-Heinz Kress (1928–1979), Maler
- Gerhard Lehmbruch (1928–2022), Politikwissenschaftler
- Jürgen Moser (1928–1999), deutsch-US-amerikanisch-schweizerischer Mathematiker
- Leah Rabin (1928–2000), israelische Politikerin und Ehefrau des 1995 ermordeten israelischen Ministerpräsidenten Jitzchak Rabin
- Michael Wieck (1928–2021), Violinist
- Shulamit Arnon, geborene Schlossberg (* 1929), israelische Lehrerin und Autorin
- Joachim Dikau (1929–2024), Erziehungswissenschaftler
- Karl-Hermann Flach (1929–1973), Journalist und Politiker
- Klaus Gernhuber (* 1929), Jazzmusiker
- Henning-Leopold von Hassell (1929–1996), Diplomat
- Lothar Juckel (1929–2005), Architekt und Herausgeber
- Irene Mann (1929–1996), Tänzerin, Schauspielerin und Choreografin
- Gerda Munsinger (1929–1998), deutsches Model
- Johannes Neumann (1929–2013), Soziologe und Kirchenrechtler
- Andreas Spira (1929–2004), Klassischer Philologe
- Wilfried Warneck (1929–2015), evangelischer Theologe
- Gerhard Waschewski (1929–2009), Diplomat der DDR
- Rainer Michael Boehmer (1930–2022), Archäologe
- Bernhard Damm (1930–2012), Geologe, Präsident des Geologischen Landesamts Baden-Württemberg
- Horst Dühring (1930–2006), Sänger und Lehrer, Architektur-Modellbauer
- Joachim Hoffmann (1930–2002), Historiker und Publizist
- Gert Huffmann (1930–2011), Neurologe
- Helmut Komp (1930–2016), Wolfskind, Schriftsteller, Übersetzer aus dem Litauischen
- Lothar Mosler (1930–2002), Autor, Heimatforscher, Gewerkschafter und Kommunalpolitiker (SPD)
- Gisela Noehles (1930–2025), Kunsthistorikerin
- Wolfgang Tiessen (1930–2017), Buchgestalter und Verleger

### 1931–1940
1931–1935:
- Algis Budrys (1931–2008), litauisch-US-amerikanischer Science-Fiction-Schriftsteller
- Thomas Eichelbaum (1931–2018), neuseeländischer Jurist
- Horst Forchel (1931–2016), Sporthistoriker
- Christa Hojer (* 1931), Diplom-Medizinpädagogin, Politikerin, Abgeordnete der Volkskammer der DDR
- Esther Knorr-Anders (* 1931), Journalistin und Schriftstellerin
- Gerhard Rosenfeld (1931–2003), Komponist
- Klaus Jürgen Schoen (1931–2018), Maler
- Klaus Schröter (1931–2017), Literaturwissenschaftler und Literaturhistoriker
- Elisabeth Schulz-Semrau (1931–2015), Schriftstellerin
- Reinhard Brandt (1932–2019), Chemiker und Hochschullehrer
- Rasmus von Gottberg (1932–2010), Schriftsteller, Regisseur und Filmproduzent
- Hinrich Lehmann-Grube (1932–2017), Kommunalpolitiker (SPD); von 1990 bis 1998 Oberbürgermeister der Stadt Leipzig
- Karin Riebensahm (1932–2009/2010), Metall- und Emailgestalterin und Grafikerin
- Gerhard Deutschmann (* 1933), Komponist
- Renate Ewert (1933–1966), Filmschauspielerin
- Manfred Fischer (1933–2010), Pfarrer der Evangelischen Landeskirche in Württemberg
- Nina Freudenberg (* 1933), Dokumentarfilm-Regisseurin
- Horst Haase (1933–2019), Politiker (SPD)
- Fritz Hermann Kayser (* 1933), Mikrobiologe
- Klaus-Wolfgang Klein (1933–1993), Generalmajor des Ministeriums für Staatssicherheit (MfS)
- Reinhard Klesczewski (1933–2011), Romanist, Italianist und Literaturwissenschaftler
- Arnold Meyer-Faje (* 1933), Wirtschaftswissenschaftler und Hochschullehrer
- Eva Müller (* 1933), deutsche Sinologin
- Eckhard Neumann (1933–2006), Grafik-Designer, Designhistoriker und Publizist
- Erhard Ragwitz (1933–2017), Komponist und Musikwissenschaftler
- Gerhard Ruhbach (1933–1999), evangelischer Theologe
- Eberhard Winkler (* 1933), Pfarrer und Professor für Praktische Theologie
- Horst Arndt (1934–2014), Ruderer
- Franz-Christian Czygan (1934–2012), Professor für Pharmazeutische Biologie
- Erika Hickel (1934–2020), Apothekerin und Politikerin
- Ulrich Kaiser (1934–2015), Sportjournalist
- Martin Keilhacker (1934–2016), Plasmaphysiker
- Haug von Kuenheim (* 1934), Journalist
- Detlef Lehmann (1934–1988), lutherischer Theologe und Pfarrer
- Martin Link (1934–2005), Gynäkologe und Geburtshelfer
- Manfred Lossau (1934–2017), Altphilologe
- Konrad Marwinski (1934–2019), Historiker und Bibliothekar
- Egbert Nitsch (1934–2005), Politiker
- Christa Oenicke (1934–2004), Schauspielerin
- Kraft Schepke (1934–2023), Ruderer und Olympiasieger 1960
- Hans Georg Anscheidt (* 1935), Motorradrennfahrer
- Bashir Ahmad Dultz (* 1935), deutscher islamischer Religionsfunktionär und Sufi-Scheich
- Christiane Gumpert (* 1935), deutsche Malerin und Restauratorin
- Eve Gramatzki (1935–2003), deutsch-französische Grafikerin
- Anneli Granget (1935–1971), Schauspielerin
- Hans Grass (1935–2014), Maler
- Reiner Labusch (1935–2016), Physiker und Hochschullehrer
- Ralph Knebel (1935–1990), Schriftsteller
- Winrich Mothes (* 1935), Kinderchirurg
- Frank Schepke (1935–2017), Ruderer und Olympiasieger 1960
- Wolfgang Schieder (* 1935), Historiker
- Willi Schrade (* 1935), Schauspieler
- Hans-Georg Soldat (1935–2012), Hörfunkjournalist und Kritiker
- Wiebke Walther (1935–2023), deutsche Arabistin, Islamwissenschaftlerin und Hochschullehrerin

1936:
- Henning Frederichs (1936–2003), Komponist, Dirigent und Musikpädagoge
- Brigitte Gedon (* 1936), Kunsthistorikerin und Biografin
- Wolfgang Giere (1936–2025), Medizininformatiker
- Klaus-Jürgen Hoffie (* 1936), Unternehmer und Politiker (FDP)
- Hans-Jürgen Kahlfuß (* 1936), Bibliothekar
- Peter Makolies (* 1936), Bildhauer
- Volkwin Marg (* 1936), Architekt
- Peter Pflegel (1936–2017), Pharmazeut
- Dieter Roß (1936–2022), Kommunikationswissenschaftler, Hochschullehrer
- Monika Wiskandt (1936–2011), Tischtennisspielerin

1937:
- Lothar Czayka (* 1937), Ökonom, Systemforscher und Wissenschaftsphilosoph
- Peter-Jürgen Czygan (1937–2021), Gynäkologe
- Franz-Adolf Gehlhaar (1937–2016), Lehrer
- Heinz Greiffenberger (1937–2023), Unternehmer
- Ottfried Hennig (1937–1999), MdB
- Peter Klepatz (1937–2001), Fußballspieler
- Ulrich Kohn (1937–2024), Fußballspieler
- Peter Leske (1937–2025), Fotograf
- Ulrich Meyer (1937–2022), Fußballspieler
- Konrad Morgenroth (1937–2022), Pathologe
- Dieter Motzkus (1937–2016), Altphilologe, Lehrer und Übersetzer
- Albrecht Noth (1937–1999), Islamwissenschaftler
- Erwin Oberländer (* 1937), Osteuropahistoriker
- Witta Pohl (1937–2011), Schauspielerin
- Claus Henning Schapper (* 1937), Regierungsbeamter (SPD)
- Arnold Schwede (1937–2020), Ingenieur, Numismatiker und Fachautor
- Irene Shirun-Grumach (1937–2021), israelische Ägyptologin
- Axel Wernitz (1937–2022), Politiker (SPD)

1938:
- Harald Bauer (1938–2013), Maler
- Wolfgang Bodeit (1938–2018), Hamburger Politiker (FDP)
- Jürgen Eckhardt (* 1938), Rechtsanwalt
- Helmut Fleck (* 1938), Politiker
- Renate Göritz (1938–2021), Malerin, Grafikerin und Objektkünstlerin
- Ulli Herzog (1938–2003), Hörspiel-Regisseur, Autor und Hörspielsprecher
- Rainer Hesse (* 1938), Dichter und Autor wissenschaftlicher Werke
- Max G. Kaminski (1938–2019), Maler
- Christian Kayser (1938–2025), Politiker (FDP)
- Manfred Kinder (* 1938), Leichtathlet, Olympiamedaillengewinner
- Hans-Joachim Koloss (1938–2013), Ethnologe und Museumswissenschaftler
- Hans Peter Neureuter (* 1938), deutscher Germanist und Literaturwissenschaftler
- Heinz Reisz (* 1938), Politiker (NPD)
- Michael Salewski (1938–2010), Historiker
- Eckhard Sauerbaum (* 1938), Stadtpräsident in Kiel
- Otto Schieder (1938–1998), Biologe
- Fred Schulz (1938–2004), Brigadegeneral
- Martin Selge (* 1938), Germanist
- Konrad Wickert (1938–2019), Historiker und Bibliothekar
- Heinrich August Winkler (* 1938), Historiker

1939:
- Wilfried Gruhn (* 1939), Musikwissenschaftler, -pädagoge und Hochschullehrer
- Wolf-Dieter Heilmeyer (* 1939), Klassischer Archäologe
- Klaus-Michael von Keussler (* 1939), Jurist und Fluchthelfer an der innerdeutschen Grenze
- Reinhard Kuhnert (* 1939), Anglist, Hochschullehrer und Politiker
- Helga Kutz-Bauer (* 1939), Soziologin, Sozialhistorikerin, Politikerin (SPD) und Autorin
- Veruschka Gräfin von Lehndorff (* 1939), Schauspielerin, Fotomodell, Malerin und Fotografin
- Hermann Leskien (1939–2021), Bibliothekar
- Siegward Lychatz (1939–2008), Radsport-Trainingswissenschaftler; Leiter des DDR-Radsportzentrums in Leipzig
- Gisela Mauz (1939–2013), deutsche Künstlerin der Art brut
- Peter Musäus (* 1939), deutsch-österreichischer Schauspieler und Synchronsprecher
- Siegbert Uhlig (* 1939),  Äthiopist und Orientalist
- Christine Wolter (* 1939), Schriftstellerin
- Klaus Zähringer (1939–2024), Sportschütze

1940:
- Reinhard Bonnke (1940–2019), christlicher Evangelist pfingstlicher Ausrichtung
- Peter Budschun (* 1940), Politiker (SPD) und Polizeibeamter
- Michael Fengler (* 1940), Filmproduzent, Drehbuchautor sowie Regisseur
- Jörg Fligge (* 1940), Historiker und Bibliothekar
- Edelgard Jucknies (1940–2002), Fernsehansagerin
- Jürgen Kukowsky (* 1940), deutscher Maler und Grafiker
- Dietrich Lehmann (* 1940), Theater- und Fernsehschauspieler, Regisseur sowie Hörspielsprecher
- Manfred Lischewski (* 1940), Politiker (CDU)
- Marion Michael (1940–2007), Bühnen- und Filmschauspielerin
- Ulrich Muhlack (* 1940), Historiker
- Jürgen Nitsch (* 1940), Psychologe und Sportwissenschaftler
- Lutz Philipp (1940–2012), Langstreckenläufer
- Wolfgang Pohl (* 1940), Politiker (SED, PDS)
- Gerd-Rüdiger Puin (* 1940), Islamwissenschaftler
- Manfred Reichert (1940–2010), Fußballspieler
- Manfred H.G. Sanden (* 1940), Politiker (CDU), Landtagsabgeordneter in Nordrhein-Westfalen
- Rütger Schäfer (* 1940), Bibliothekar und Soziologe
- Ute Steffens (1940–2020), Bildhauerin und Malerin
- Luzius Theiler (1940–2023), Schweizer Politiker
- Frank Tidick (1940–2022), Verwaltungsjurist
- Siegfried Voß (1940–2011), Schauspieler
- Klaus Willimczik (* 1940), Sportwissenschaftler
- Eberhard Wilms (1940–2022), Historiker und Schulbuchautor

### 1941–1945
1941:
- Hans-Dieter Arntz (* 1941), Lehrer und Regionalhistoriker
- Bernd Becker (1941–2012), Rechts- und Verwaltungswissenschaftler
- Jürgen Bischof (* 1941), Geräteturner
- Annelore Engel-Braunschmidt (* 1941), Slawistin in Kiel
- Claus Grossner (1941–2010), Investmentbanker, Publizist und Journalist
- Fritz Haake (1941–2019), theoretischer Physiker
- Hermann Graf Hatzfeldt (* 1941), Waldbesitzer und Autor
- Ulrich Heising (1941–2013), Theater- und Filmregisseur
- Viktoras Justickis (* 1941), litauischer Rechtspsychologe und Kriminologe
- Stefan Karwiese (1941–2023), österreichischer Klassischer Archäologe und Numismatiker
- Peter Kohnke (1941–1975), Sportschütze und Olympiasieger
- Peter Lautzas (* 1941), Historiker und Geschichtsdidaktiker
- Joachim Niklas (*  1941), Volkswirt und Politiker (SPD)
- Wolf Oschlies (* 1941), Politikwissenschaftler
- Thomas Philipp (1941–2015), Historiker und Hochschullehrer
- Hans-Georg Stümke (1941–2002), Wetterbeobachter, Schriftsteller, Lehrer, Historiker und Publizist
- Karsten Voigt (* 1941), Neuroradiologe
- Klaus Weigelt (* 1941), Vorsitzender der Stiftung Königsberg
- Jörg W. Ziegenspeck (* 1941), Erziehungswissenschaftler

1942:
- Jens-Rainer Allenberg (* 1942), Gefäßchirurg und bildender Künstler
- Volker Canaris (1942–2012), Dramaturg, Theaterkritiker, Theaterintendant und Filmproduzent
- Chris Doerk (* 1942), Schlagersängerin
- Gisela Fröhlich (* 1942), Politikerin (SPD)
- Wolfgang Gabel (1942–2015), Autor und Journalist
- Helga Guitton (* 1942), Hörfunk- und Fernsehmoderatorin
- Uwe Herder (1942–1998), Politiker (SPD)
- Olaf Ihlau (* 1942), Sozialwissenschaftler, Journalist und Sachbuch-Autor
- Bernd Kannenberg (1942–2021), Leichtathlet
- Frank Kleinfeld (* 1942), deutscher Arzt und Entomologe
- Dietrich-Alex Koch (* 1942), evangelischer Theologe
- Werner Lauterborn (1942–2023), Physiker
- Rolf Lechner (* 1942), Unternehmer im Immobilienbereich
- Solveig Müller (* 1942), Schauspielerin
- Hans-Joachim Paproth (1942–2007), Ethnologe
- Bernd-Arthur Paulusch (1942–2000), Jurist
- Thomas Philipp (* 1942), Internist und Hochschullehrer
- Eberhard Piltz (1942–2011), Journalist
- Eberhard Reichert (* 1942), Jurist und Bürgermeister von Gräfelfing
- Eberhard Trodler (* 1942), Maler und Grafiker
- Bodo Zeuner (1942–2021), Politikwissenschaftler und Hochschullehrer

1943:
- Dietrich Andreas (* 1943), Diplomat
- Martin Born (1943–2007), Journalist
- Hans-Joachim Braun (* 1943), deutscher Sozial-, Wirtschafts- und Technikhistoriker
- Hansjörg Brombach (* 1943), Bauingenieur
- Susanne Davies-Osterkamp (1943–1995), Psychologin und Hochschullehrerin
- Klaus Dreikopf (* 1943), Politiker (SPD, CDU)
- Winfried Drochner (* 1943), Professor für Tierernährung an der Universität Hohenheim
- Robert Hettlage (* 1943), Soziologe und Professor
- Ulrich Küchl (* 1943), österreichischer Komponist und römisch-katholischer Priester
- Rainer Liedtke (1943–2012), Arzt, Wissenschaftler und Unternehmer
- Vera Münchow (* 1943), Schriftstellerin
- Gundula Petrovska (1943–2017), Schauspielerin
- Wolfgang Podehl (* 1943), Historiker und Bibliothekar
- Bernd Reuter (* 1943), Politiker
- Heide Rose-Segebrecht (1943–2008), Tanzlehrerin, Malerin und Objektkünstlerin
- Michael Schneider (* 1943), Schriftsteller und Publizist
- Juergen Schulz (1943–2020), Rundfunkmoderator sowie Autor und Redakteur
- Berndt A. Skott (1943–2018), Karikaturist
- Frank Teichmüller (* 1943),  Jurist und Gewerkschafter
- Christean Wagner (1943–2025), CDU-Politiker

1944:
- Peter Czerwinski (1944–2021), Germanist
- Uwe-Bernd Griesert (1944–2017), Politiker
- Bernd-Dieter Hüge (1944–2000), Schriftsteller
- Max J. Kobbert (* 1944), Spieleautor und Professor für Wahrnehmungspsychologie
- Eckard König (* 1944), Erziehungswissenschaftler
- Jürgen-Detlef Kuckein (* 1944), Jurist und von 1994 bis 2009 Richter am deutschen Bundesgerichtshof
- Helmut Lölhöffel von Löwensprung (1944–2018), Journalist
- Klaus-Jürgen Melullis (* 1944), Rechtswissenschaftler und Richter am Bundesgerichtshof (BGH)
- Klaus Moritz (* 1944), Rechtswissenschaftler
- Ekkehard R. Schlesinger (1944–1998), Maler
- Giselher Schubert (* 1944), Musikwissenschaftler
- Wolfgang Steguweit (* 1944), Numismatiker
- Anne Volk (1944–2017), Journalistin
- Herbert Wessel (* 1944), Leichtathlet und Olympiateilnehmer
- Verena Wohlleben (* 1944), Politikerin (SPD)

1945:
- Martin Rosz (* 1945), Bildender Künstler